# Нова Каховка
Нова́ Кахо́вка — місто на півдні України, адміністративний центр Новокаховської міської громади Каховського району Херсонської області. Засноване 28 лютого 1952 року. /День міста , з кінця 1990х років (ймовірно з-за економії коштів, відзначається в День Машинобудівника, останню неділю вересня, т.я. одним з крупних підприємств у місті був Новокаховський електромашинобудівний завод / Південелектромаш / НКЕМЗ). 
З 24 лютого 2022 року місто перебуває під тимчасовою окупацією російськими військами без спротиву. 

## Географія
Місто Нова Каховка розташоване на лівому березі річки Дніпро, за декілька кілометрів нижче за течією від міста Каховка. Звідси бере свій шлях траса родючості — Північнокримський канал. Тут пролягає ще одна потужна зрошувальна система — Каховська, друга в Європі за довжиною. Через Нову Каховку, до підриву Каховської ГЕС, пролягав автошлях міжнародного значення М14E58 (Одеса — Новоазовськ) та залізнична лінія Снігурівка — Федорівка. Водним шляхом по Дніпру має вихід до Чорного моря.

## Історія
Нова Каховка заснована 28 лютого 1952 року на місці села Ключове. Місто будувалося одночасно з будівництвом Каховської гідроелектростанції як містечко гідробудівників, мешканці якого з самого початку іменували населений пункт «Нова Каховка». Назва швидко прижилася і згодом стала офіційною. Днем народження міста вважається день присвоєння йому Президією Верховної Ради УРСР назви Нова Каховка, тобто 28 лютого 1952 року.
18 жовтня 1955 року введена в експлуатацію Каховська ГЕС. Того ж року почалося будівництво Новокаховського електромашинобудівного заводу. Завод вже у 1957 році почав виготовляти електродвигуни, паралельно продовжуючи добудовувати свої цехи ще декілька років.
У 1958 році стару частину міста занесено до світових пам'яток архітектури, як місто, збудоване за єдиним планом. Таких міст, окрім Нової Каховки, у світі небагато, зокрема Бразиліа та Санкт-Петербург.
З 22 лютого 1959 року в місті друкувалася найстаріша міська газета «Нова Каховка», основним наповненням якої — детальні новини міста та оголошення.
У 1960 році засновано підприємство «Укргідромех», який випускає металоконструкції для електростанцій. Зокрема продукція заводу використовувалась при будівництві Київської ГЕС, Трипільської ГРЕС, Асуанської ГЕС (Єгипет), Євфратської ГЕС (Сирія), ГЕС «Сан-Рафаель» (Мексика), ГЕС «Ялі» (В'єтнам), ГЕС «Пурнарі-II» (Греція), ТЕС «Суйчжун» (Китай), Чиркейської ГЕС, ГЕС-3 на каналі «Баксан-Малка» (болота) тощо.
5 лютого 1965 року Указом Президії Верховної Ради Української РСР передано Дніпрянську селищну раду Каховського району у підпорядкування Новокаховської міської ради.
2 лютого 1966 року відкрито приладобудівний завод «Сокіл», навколо якого згодом розбудувався однойменний район міста.
З 1967 року запрацювали Новокаховський меблевий завод та завод плавлених сирів, а з 1969 — завод пластмас.
У 1981 році відкритий кінотеатр «Юність», станом на 2018 рік це був єдиним новокаховським кінотеатром.
У 1991 році розпочав роботу Новокаховський краєзнавчий музей.
16 січня 1994 року закладено перший камінь на місті будівництва православного Свято-Андріївського собору.
У 1998 році в місті відкритий найперший приватний ресторан — «Абсолют».
22 вересня 2002 року споруджений пам'ятник Тарасові Шевченку.
У лютому 2007 року, напередодні Дня міста, Палац культури, який входить до переліку пам'яток культури 1960-х років, вщент вигорів, залишилися лише стіни та скульптури біля входу.
14 вересня 2010 року Нова Каховка затверджений власний прапор, автор якого —  мешканець міста Вижниця Чернівецької області Ракіцькій Максим Васильович.
У 2011 році на місці руїн колишнього кінотеатру «Родина», відкритий готельно-виставковий центр «Premier».
22 вересня 2012 року в Новій Каховці, з нагоди 60-річчя міста, відкритий пам'ятник Олександрові Довженку.

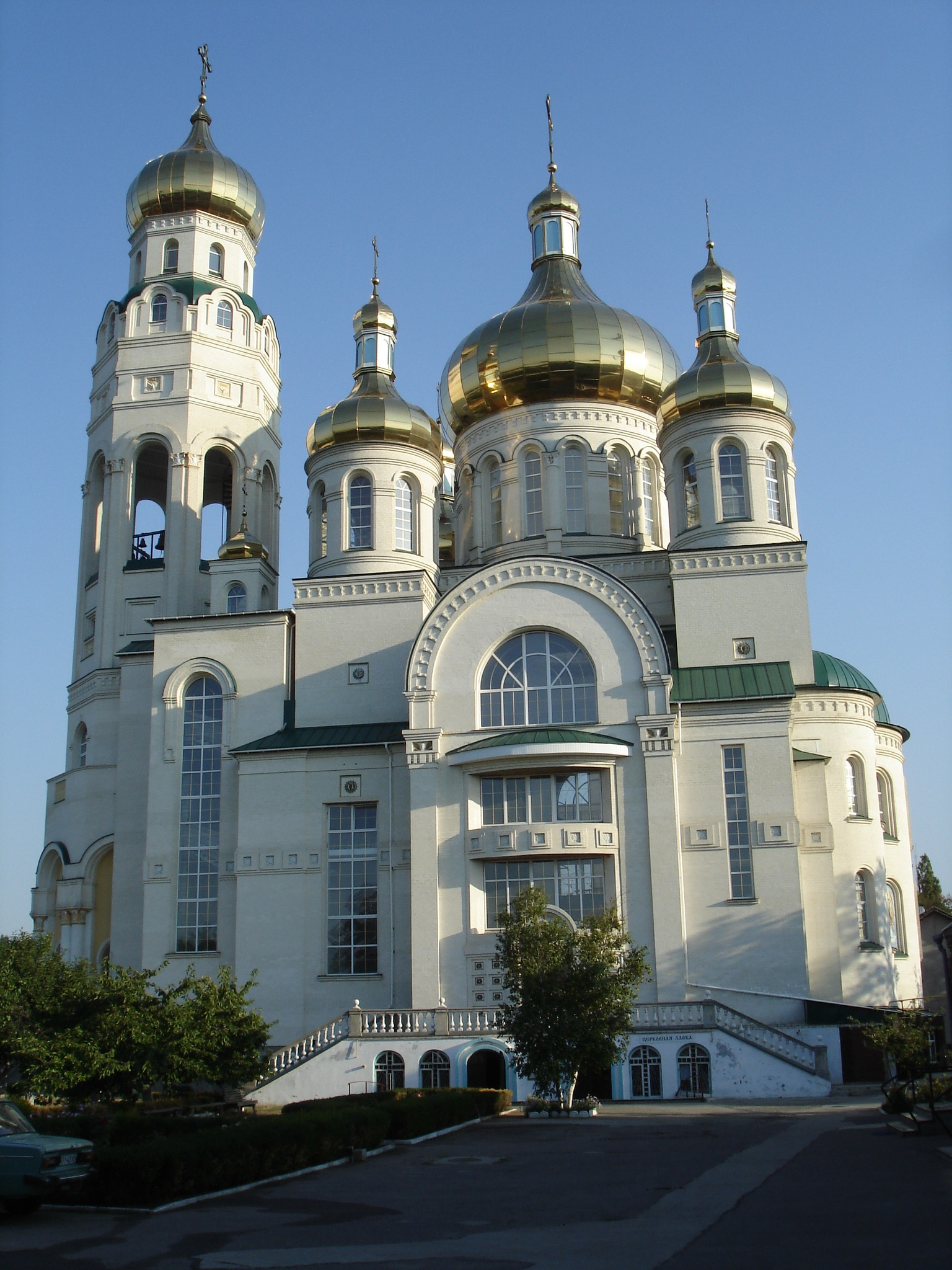
Свято-Андріївський кафедральний собор Новокаховської єпархії УПЦ (МП)

13 грудня 2012 року, в день пам'яті Андрія Первозванного, почались урочисті богослужіння у збудованому на його честь верхньому храмі Свято-Андріївського кафедрального собору. Собор є одним з найбільших на півдні України, його розміри за планом 30×45 м. Висота центрального купола до хреста 52 м, висота дзвіниці до хреста 60,6 м, висота 4 малих куполів до хреста 36 м.
У березні 2013 року введено в експлуатацію чотириповерховий житловий будинок, перший з запланованих на території недобудованої середньої загальноосвітньої школи № 11. Таким чином Нова Каховка остаточно позбавилась всіх занедбаних недобудованих об'єктів радянського періоду.

### Російсько-українська війна (з 2014)
23 лютого 2014 року комунальні служби міста демонтували пам'ятник Леніну, врятувавши тим самим його від самовільного знищення активістами. На території міста досі лишається багато радянських символів, можливість їхнього демонтажу викликає суперечку у міській громаді.
7–9 вересня 2014 року з огляду на можливість вторгнення сил РФ близько 500 мешканців міста вирили близько 3 км окопів для оборонних споруд з боку тимчасово  окупованого Росією Криму. Начальник Новокаховського міського відділу міліції Володимир Калашник описав цей захід так:
|  | Краще нехай ці окопи залишаться тренувальним табором, але, в разі необхідності, вони дійсно знадобляться для захисту міста і Північнокримського каналу. |

Адже відстань від Нової Каховки до адміністративного кордону з тимчасово окупованим Кримом — 60 км.
1 березня 2017 року, після десяти років ремонту, відкрився оновлений Палац культури. Окрім самої будівлі, відновлено фонтан, який збудовано подібним до первісного його вигляду.

#### 2022
24 лютого 2022 року у місті пролунали перші вибухи. Російські війська вранці обстріляли військову частину, обстріл відбувся з боку тимчасово окупованого Росією Криму. Того ж дня Нова Каховка була окупована російськими військами, була захоплена Каховська ГЕС та Північнокримський канал. Через декілька годин після окупації біля міста трапилась трагедія: на дамбі Каховської ГЕС російські війська розстріляли автомобіль з сім'єю, яка намагалась виїхати з Нової Каховки. Вважають, що автомобіль міг не зупинитися на вимогу окупаційних військ. Загинули дідусь, бабуся, мама і діти віком 6 років і півтора місяця.
28 лютого мер міста Володимир Коваленко після перемовин з російськими окупантами, домігся створення «зеленого коридору» для евакуації населення.
10 квітня окупанти влаштували проросійський фейковий мітинг, під час якого вивели на площу 30 осіб із російськими прапорами, імітуючи антиукраїнську акцію.
30 квітня російські окупанти повторно відкрили у місті пам'ятник Леніну біля будівлі місцевої міської ради.
6 жовтня Сергій Хлань повідомив, що з Нової Каховки зникли російські військові. 8 жовтня Оперативне командування «Південь» повідомили про створений окупантами новий  рубіж оборони: Нова Каховка — Берислав.

#### 2023
9 січня фейковим «Міністерством охорони здоров'я Херсонської області» створеним окупантами, був підписаний «наказ», у якому йдеться про остаточне закриття семи лікарень на лівобережжі Херсонщини, в тому числі міську лікарню.
22 січня, внаслідок обстрілу міста, в одному з приватних будинків почалась пожежа, а місто частково залишилось без електропостачання.
23 січня, вночі, російські окупанти вчергове атакували Нову Каховку з мінометів, вибито скло в деяких житлових будинках. В ніч на 24 січня група українських розвідників трьома катерами провела рейд на Лівобережжя Дніпра в районі тимчасово окупованої Нової Каховки, усі поставленні завдання було виконан, знищено передовий пункт управління окупантів.
7 лютого, вночі, російські окупанти здійснили артилерійський обстріл електропідстанції у Новій Каховці, внаслідок чого місто та ще 10 населених пунктів залишились без електропостачання. 
1 червня під час невдалого пуску російської керованої авіабомби КАБ-500, було влучання у житловий квартал в районі вулиць Героїв України та вулиці Пушкіна. В наслідок чого, постраждало багато будинків, відомо як мінімум про одну жертву.
6 червня, через підрив Каховської ГЕС, Нову Каховку затопило аж до центру міста. Повністю був знищений зоопарк «Казкова діброва» з близько 300 тваринами. Через тимчасову окупацію міста, тварин неможливо було своєчасно вивезти у безпечні місця. Після підриву дамби ГЕС тварин ніхто не зміг випустити з вольєрів, що спричинило їх загибель. Вижили лише декілька качок та лебеді.
15 вересня, о 09:20, російські окупанти завдали удару керованою авіабомбою по житловому мікрорайону «Сокіл» в Новій Каховці. Внаслідок обстрілу одна людина загинула, ще щонайменше 12 осіб отримали поранення, пошкоджені чотири багатоповерхівки: в квартирах були вибиті вікна, посічені зовнішні стіни, двори завалені уламками. За наслідками моніторингу та вивчення інформації в засобах масової інформації, за процесуального керівництва Херсонської обласної прокуратури було розпочато досудове розслідування за фактом порушення законів і звичаїв війни,  що поєднано з умисним вбивством.

#### 2024
27 лютого, вранці, партизанами у Новій Каховці підірвано штаб пропутінської партії «Єдиної Росії».

## Населення
Середній вік новокаховчан — 35,8 років. Рівень працездатного населення становить 60 % від загальної кількості населення міста (74,1 тис. осіб), та рівень зайнятого населення становить 57,1 % від обсягу трудових ресурсів. Кількість тих, хто працює становить 22,0 тисячі осіб.
У місті Нова Каховка: працездатного населення 44,5 тис. чоловік; непрацездатного 29,6 тис. чоловік, зокрема дітей — 13,1 тис. осіб; пенсіонерів — 20,7 тис. осіб до 2022 року.

### Національний склад
Національний склад населення за даними перепису 2001 року:
| Національність  | Відсоток |
| --------------- | -------- |
| українці        | 73,81%   |
| росіяни         | 23,37%   |
| білоруси        | 0,91%    |
| вірмени         | 0,30%    |
| молдовани       | 0,16%    |
| поляки          | 0,16%    |
| болгари         | 0,15%    |
| татари          | 0,15%    |
| інші/не вказали | 0,99%    |

### Мова
Рідна мова населення за даними перепису 2001 року:
| Мова            | Кількість | Відсоток |
| --------------- | --------- | -------- |
| українська      | 28010     | 53.24%   |
| російська       | 24171     | 45.94%   |
| вірменська      | 95        | 0.18%    |
| білоруська      | 94        | 0.18%    |
| румунська       | 30        | 0.06%    |
| болгарська      | 16        | 0.03%    |
| інші/не вказали | 195       | 0.37%    |
| Усього          | 52611     | 100%     |

## Економіка
У Новій Каховці, станом на 2018 рік, діють деякі підприємства які існують ще з радянських часів, а також і побудовані у незалежній Україні.
Серед них:
- Каховська ГЕС ім. П. С. Непорожнього — новокаховська гідроелектростанція. Зруйнована контрольованим вибухом Російською Федерацією 6 червня 2023.[29][30]
- ПАТ «Новокаховський завод „Укргідромех“» — виробництво металоконструкцій для електростанцій.
- ТОВ "НВП «НКЕМЗ» — новокаховський електромашинобудівний завод, займається розробкою та виробництвом електродвигунів і генераторів, має інструментальне виробництво[31]
- АТ «Завод крупних електричних машин» — розробка та виробництво електродвигунів, генераторів та супутньої продукції.
- ТОВ «Енерджі Продакт» — завод з виробництва газобетону та виробів з нього.
- Соєвий завод «Таврія Агроінвест» — комплекс з переробки соєвих бобів.
- ПАТ «Дім марочних коньяків „Таврія“» — виробництво коньяків та вин[32]
- Кондитерська фабрика «Країна солодощів»[33]
- ТОВ „ТВК «Новий світ»“ — виробництво металевих дверей і вікон, а також дерев'яних дверей та меблів.
- ТОВ «Південмлин»  — виробництво продуктів борошномельно-круп'яної промисловості.
- ТОВ «Новокаховська міська друкарня»  — поліграфічні послуги.

У місті Таврійськ розташований ПАТ «Новокаховський завод плавлених сирів», який займається виробництвом сирів та масла.
Основну частку промислової продукції міста забезпечують підприємства обробної промисловості. До галузей обробної промисловості відносяться: харчова, целюлозно-паперова і поліграфічна, виробництво інших неметалевих виробів (будматеріалів), металургія та оброблення металу, машинобудування, виробництво виробів з деревини.
Харчова промисловість міста складається з 6 підприємств, питома вага яких в структурі промислового комплексу складає 33,3 %. Підприємства галузі виготовляють борошно та макаронні вироби, м'ясо та ковбасні вироби, масло, сири, коньяки та вина, комбіновані корми для свійських тварин та інше.
Промисловість будівельних матеріалів представляють 3 підприємства, питома вага яких в структурі промислового комплексу складає 16,7 %. Підприємства цієї галузі виготовляють силікатну цеглу, блоки з газобетону, металоконструкції, металопластикові вікна та двері, плити перекриття, профнастил, будівельні суміші та інші вироби призначені для будівництва.
Галузь машинобудування, монтаж та ремонт машин й устаткування об'єднує чотири підприємства, питома вага яких в структурі промислового комплексу складає 22,2 %. Основним видом діяльності підприємств машинобудування є виготовлення синхронних та асинхронних двигунів, генераторів змінного струму, ремонт та сервісне обслуговування електричних машин, виготовлення електротехнічного обладнання для підприємств паливно-енергетичного комплексу, добувної, обробної галузей промисловості та енергетики, виробництво грейдерів, напівпричепів, просапних колісних тракторів, котлів твердопаливних тощо.
Виробництво виробів з деревини в промисловому комплексі міста представляють два підприємства, які здатні виготовляти меблі корпусні, двері металеві вхідні з облицюванням з різних порід деревини, міжкімнатні дерев'яні двері з масиву, меблі з дуба та ясеня тощо.
До початку російського вторгнення в Україну Нова Каховка — значний регіональний торговельний центр, що обслуговуло не лише себе, а й дев'ять сусідніх районів. Ринкова інфраструктура представлена 843 об'єктами торгівлі та 85 об'єктами ресторанного господарства, на території міста функціонує 5 ринків та оптова база, як продовольчих, так і непродовольчих товарів та сільськогосподарської продукції, з загальною кількістю торговельних місць — 2,7 тисячі. Побутовим обслуговуванням зайнято 117 малих підприємств.
Щорічно у місті відбувається міжнародна виставка «Таврійський ярмарок», міжнародні економічні форуми, міжнародний туристичний форум «Таврія туристична», виставка «Світ городника», рейтинг популярності та якості «Дніпровська перлина», спільні міжнародні економічні місії, у рамках яких проводяться різні конкурси з дегустації вин, коньяків, пива, кондитерських виробів, конкурс на найкращу рибацьку юшку, а також фестиваль мод та музичний фестиваль «Таврійське джерело», вітрильна регата, спортивні змагання, туристичний зліт.

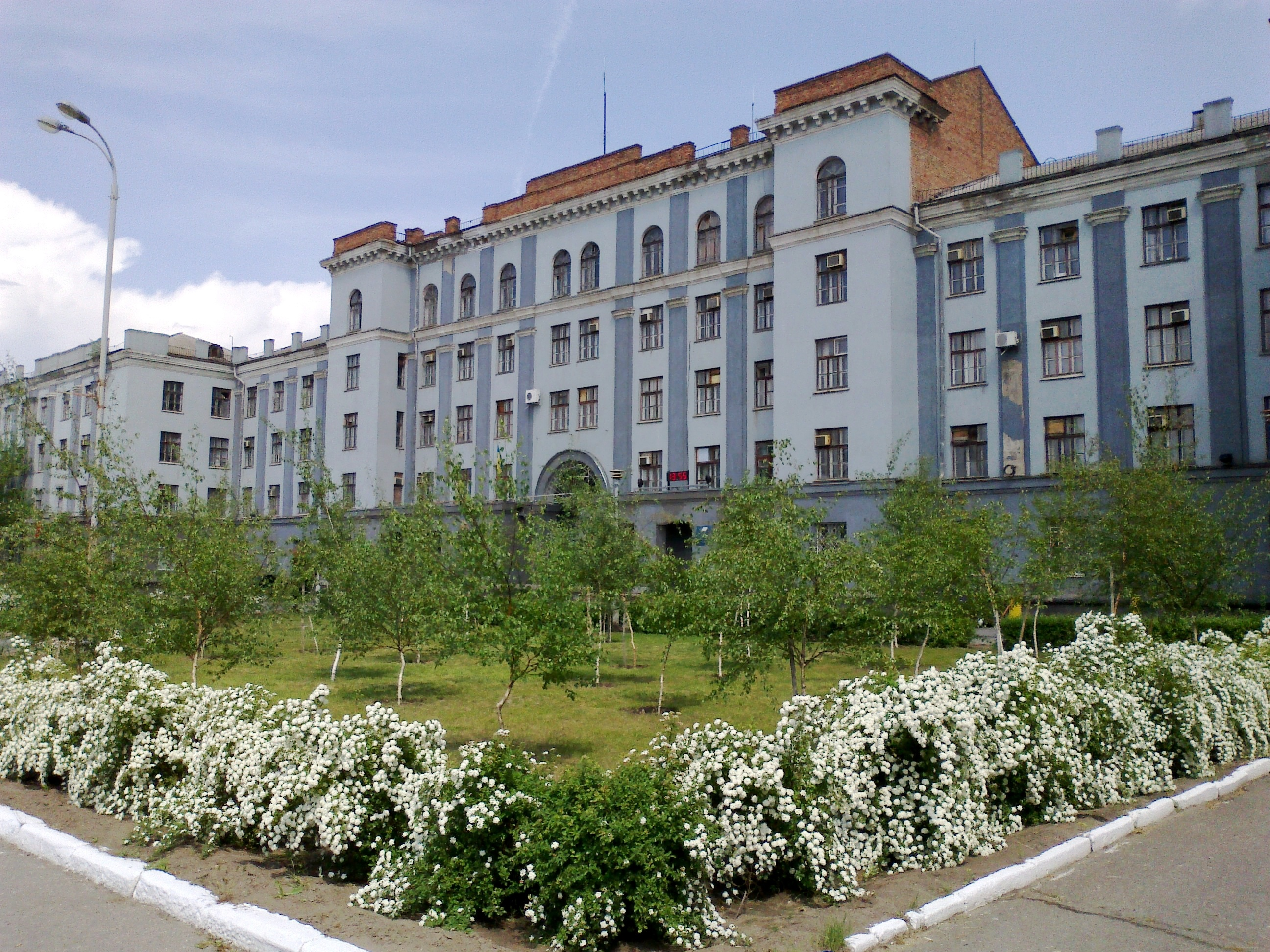
НКЕМЗ
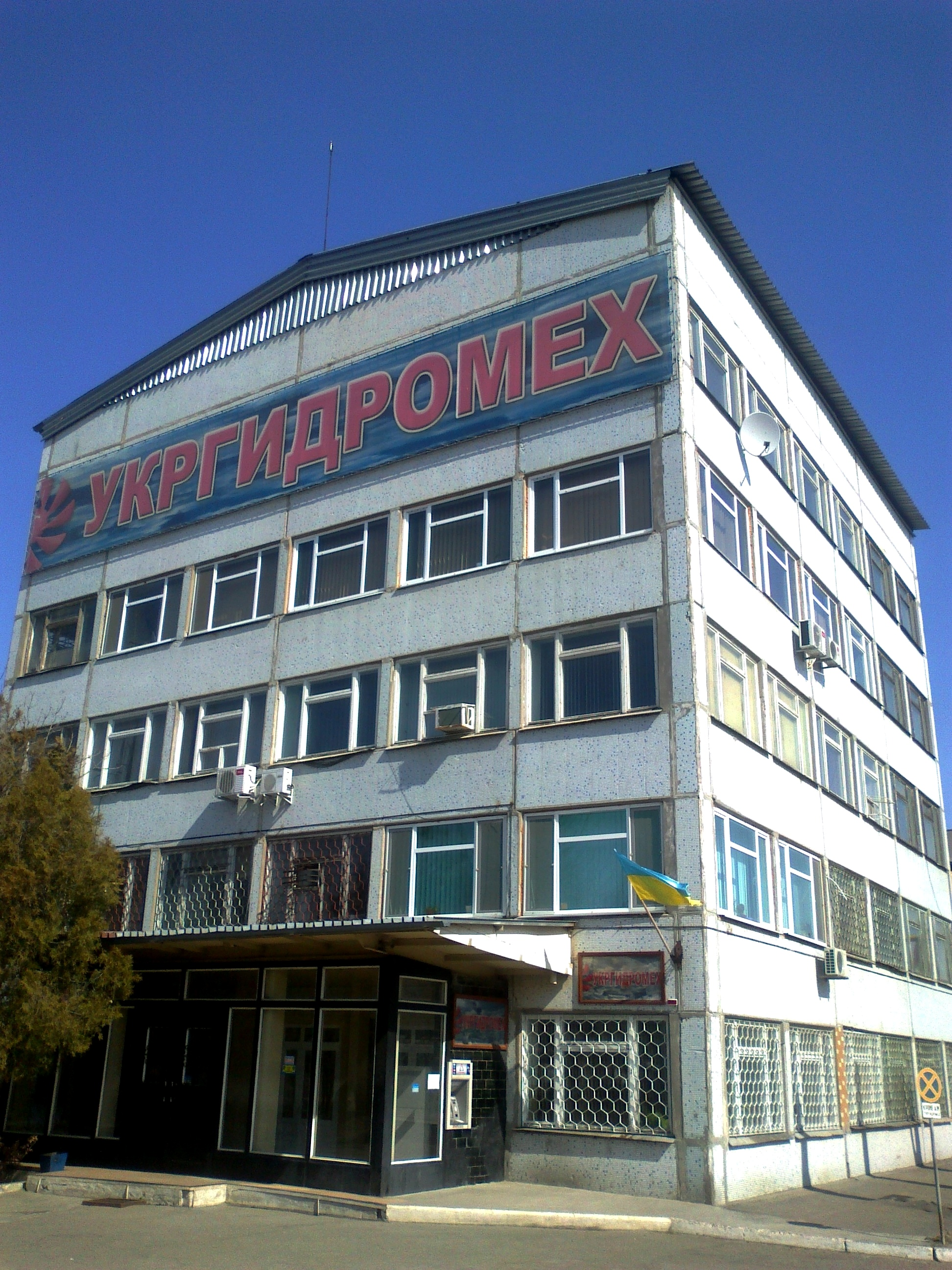
Адмінкорпус Укргідромеху
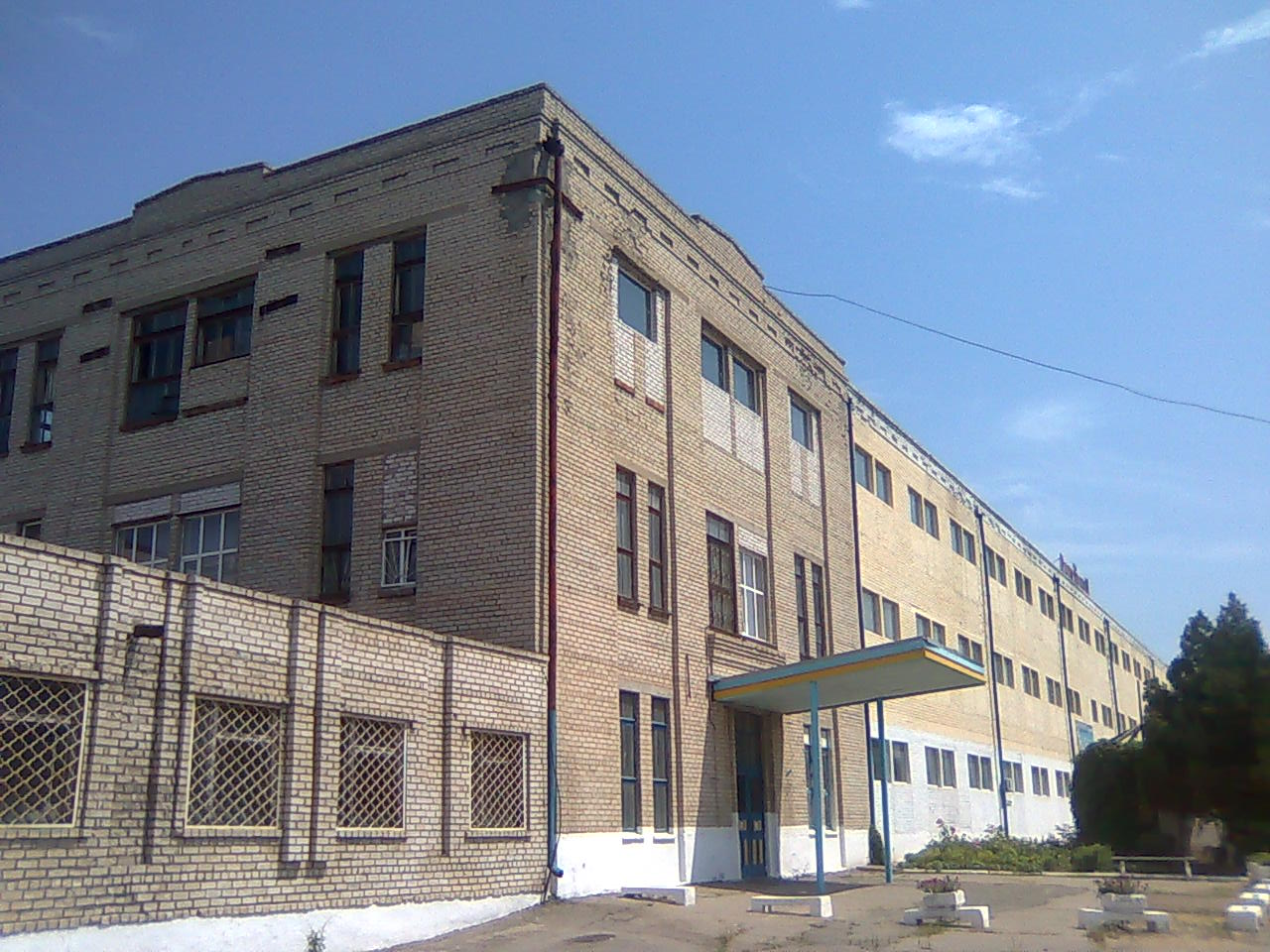
Меблевий комбінат
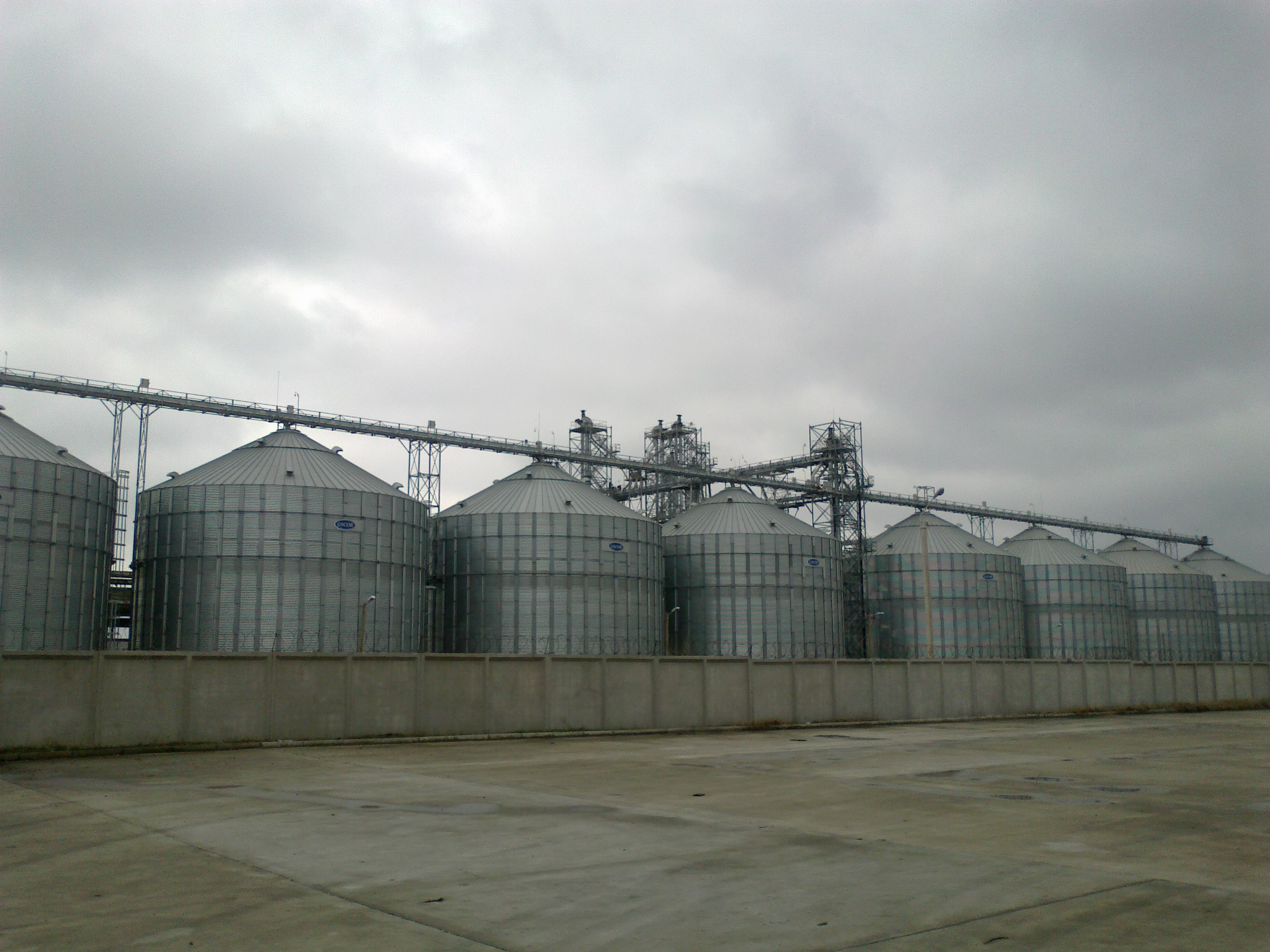
Резервуари соєвого заводу

## Транспорт

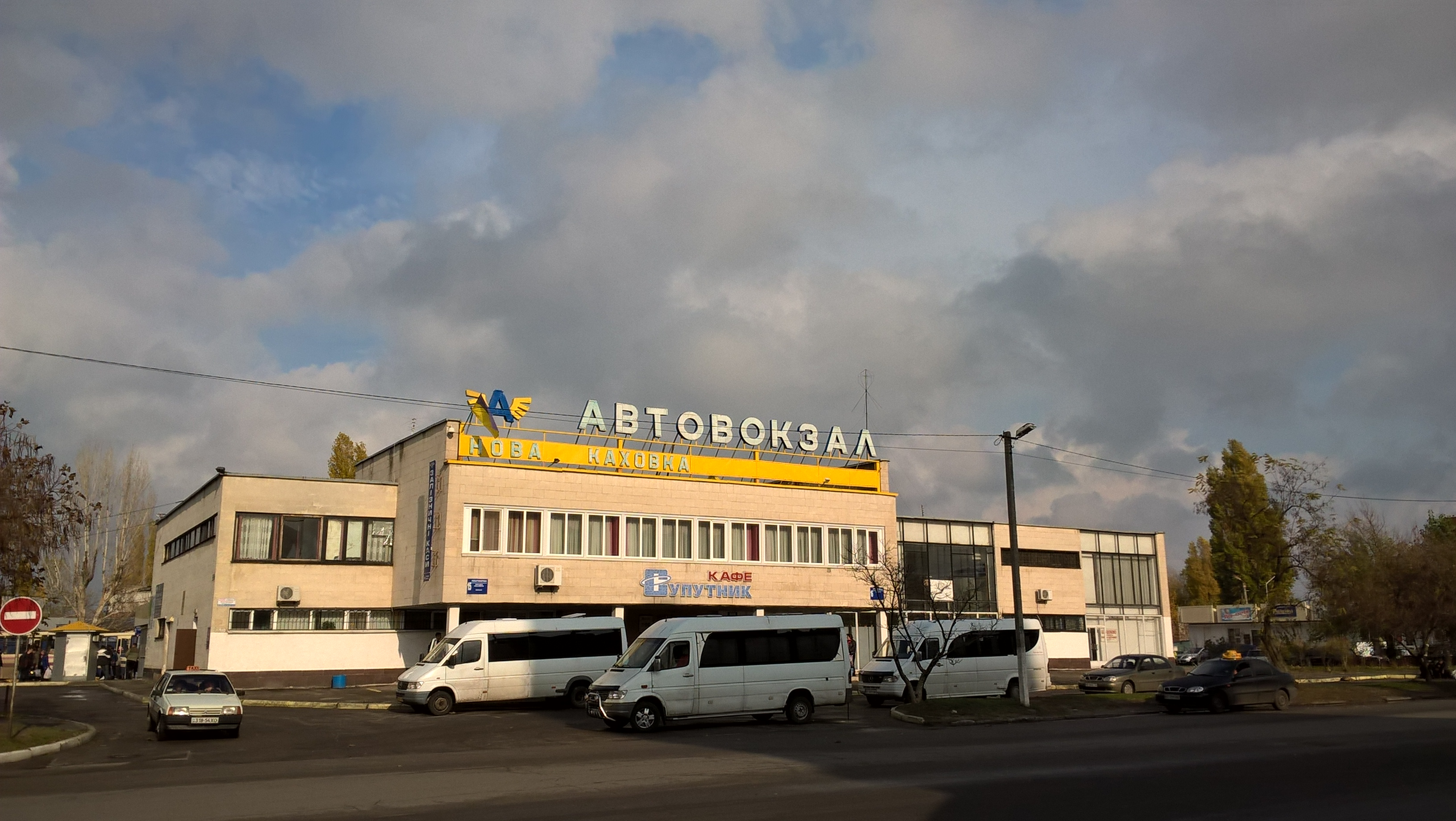
Автовокзал

Громадський транспорт Нової Каховки представлений міськими та приміськими автобусними маршрутами. Основна частина рухомого складу, це різні моделі мікроавтобусів «Богдан», «Еталон» та «ПАЗ», останніми роками перевізні підприємства почали закуповувати більші та сучасніші автобуси.
Станом на середину літа 2019 року в місті перевезення здійснювалися на автобусі «Ікарус» (Ikarus 260.37)
У місті працює автовокзал. На приміському, міжміському та міжнародному напрямках, щодня через вокзал проходить близько 370 автобусів з 16 платформ.
Залізнична мережа представлена одноколійною магістраллю Херсон — Федорівка. На території міста розташований зупинний пункт Електромаш, де зупинявся приміський поїзд сполученням Миколаїв — Каховка. Основною вантажно-пасажирською станцією є станція Каховка, яка розташована у Таврійську. Через станцію прямували до 7 пар вантажних поїздів, приміські поїзди сполученням Херсон — Нововесела, Каховка — Миколаїв.
Водний транспорт міста переживав розквіт у радянські часи, але після здобуття незалежності став занедбаним. Лише з 2017 року підприємство «Нібулон» розпочало програму відродження річкової пасажирської навігації та запустило кілька маршрутів суден на підводних крилах серії «Ракета». Станом на середину літа 2019 року тривали регулярні сезонні рейси. У місті Таврійську діє вантажний порт.

## ЗМІ

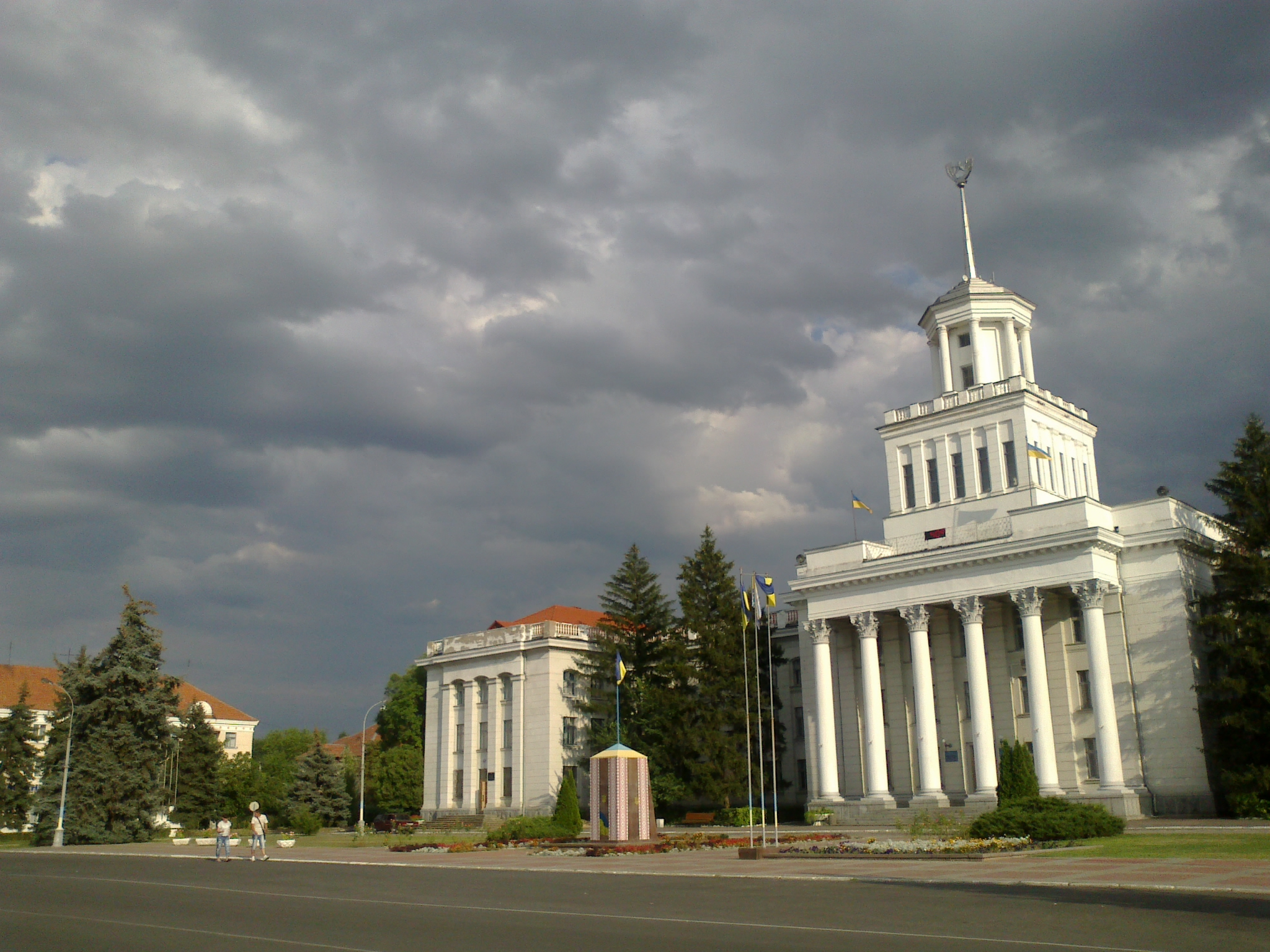
Новокаховська міська рада

- Нова Каховка. City[36] — міське інтернет-видання, створене у жовтні 2017 року колективом громадської організації «Центр розвитку слабочуючих дітей» та Агенцією розвитку локальних медіа «Або»[37]

У Новій Каховці тривалий час виходило 5 тижневих газет: комунальна «Нова Каховка» (заснована міською радою) та приватні «Новини Ділові», «Ключі», «Дніпровський проспект», «Час». Газета «Нова Каховка» у 2018 році, відповідно до Закону України «Про реформування державних і комунальних друкованих медіа», була перетворена на товариство з обмеженою відповідальністю. «Новини Ділові» припинили існування в 2018 році, «Ключі» — через рік. «Нова Каховка», «Дніпровський проспект» та «Час» перестали виходити після тимчасової російської окупації міста.
Радіомовлення в місті забезпечував комунальний заклад «Новокаховська міська радіоорганізація», який з 2023 року перебуває в стані припинення.
Інтернет-ресурси:
- Нова Каховка[39] (офіційний сайт міста)
- Нова Каховка Online[40]
- Таврийские вести[41]
- radionk.com.ua[42] (сайт міського радіо)
- Вікі міста

## Соціальна сфера

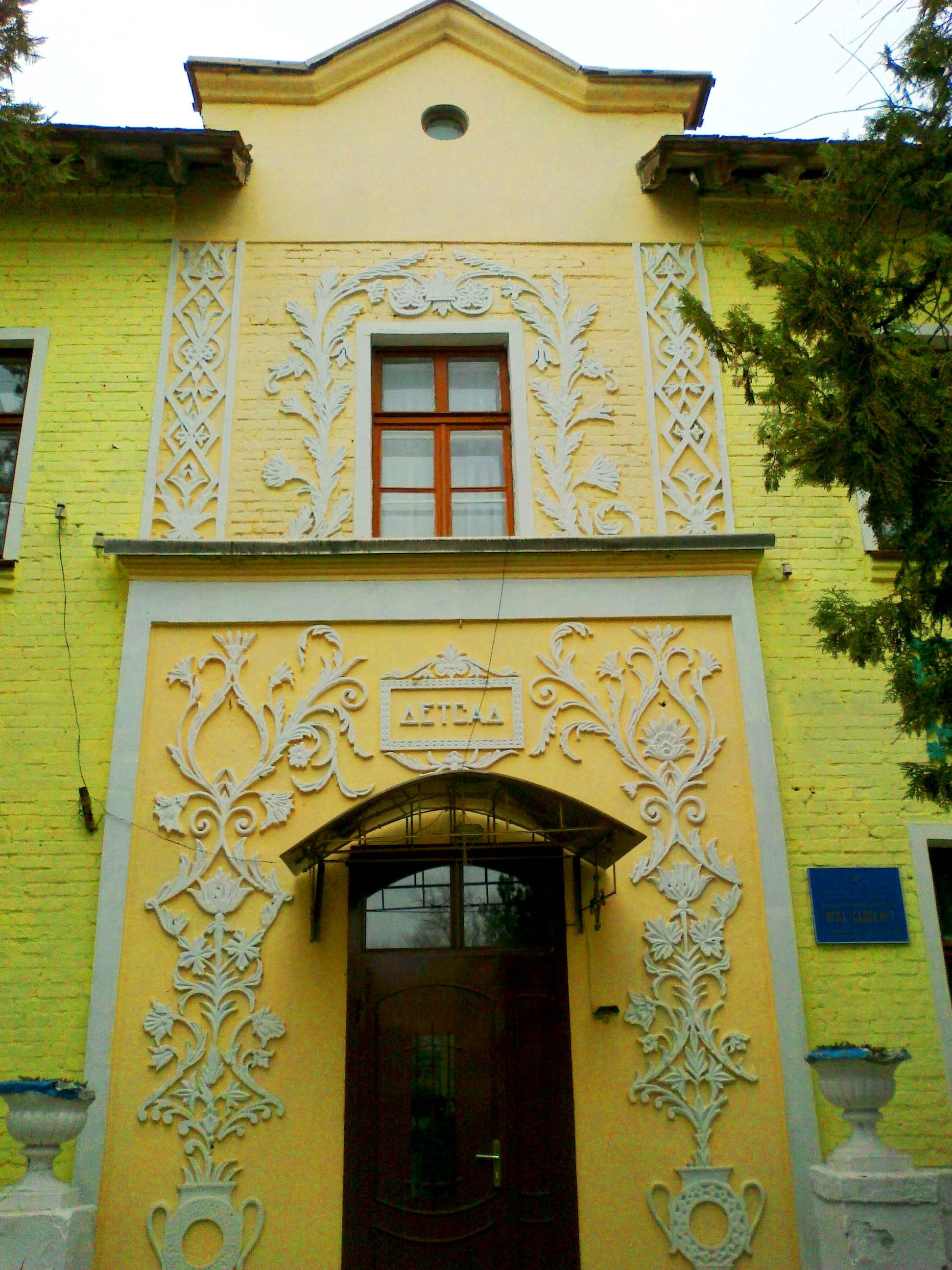
Дитячий садок в історичній частині

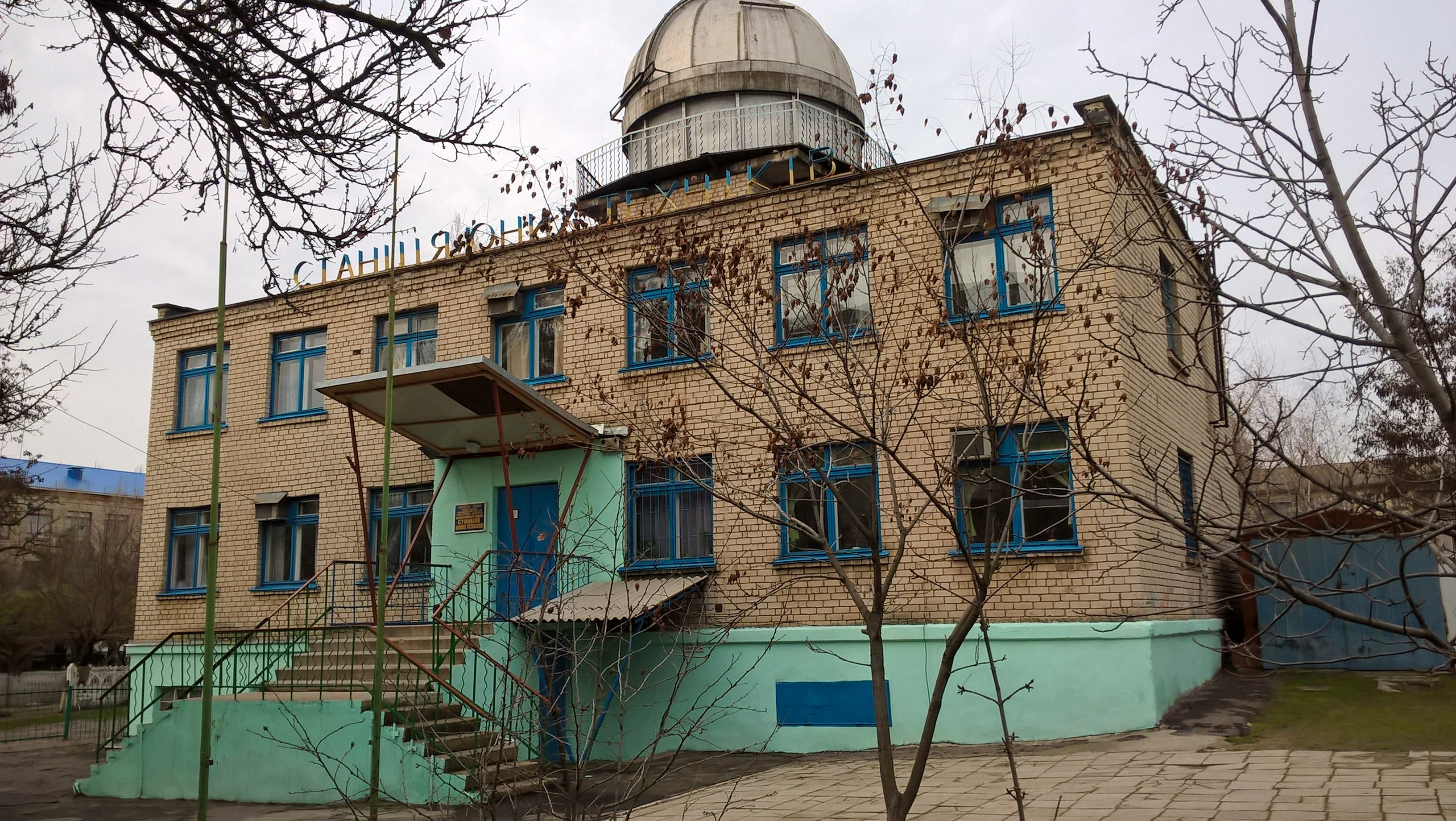
Станція юних техніків з куполом обсерваторії

У місті працює дві лікарні та поліклініка, психіатричний диспансер, одна комунальна та декілька приватних стоматологічних клінік, приватний медичний центр «Богдан», два дитячих санаторії.
У місті налічується 20 загальноосвітніх шкіл, зокрема: гімназія, професійно-технічні училища, техніко-економічний ліцей, приватна школа. Також є політехнічний інститут, представництва міжнародного університету розвитку людини «Україна», агротехнічний коледж, приладобудівний коледж, Новокаховський політехнічний коледж.
Найбільшим готелем міста є «Нова Каховка», діє ще з радянських часів, також відомий санаторій-профілакторій «Таврія». Інші підприємства готельного бізнесу, це «Maxime Marine» (готель при яхт-клубі), «Premier» (виставково-готельний комплекс), «Ревлан» (невеликий приватний готель), «Якірець» (кілька номерів у частині будівлі гуртожитку).

## Планування та архітектура

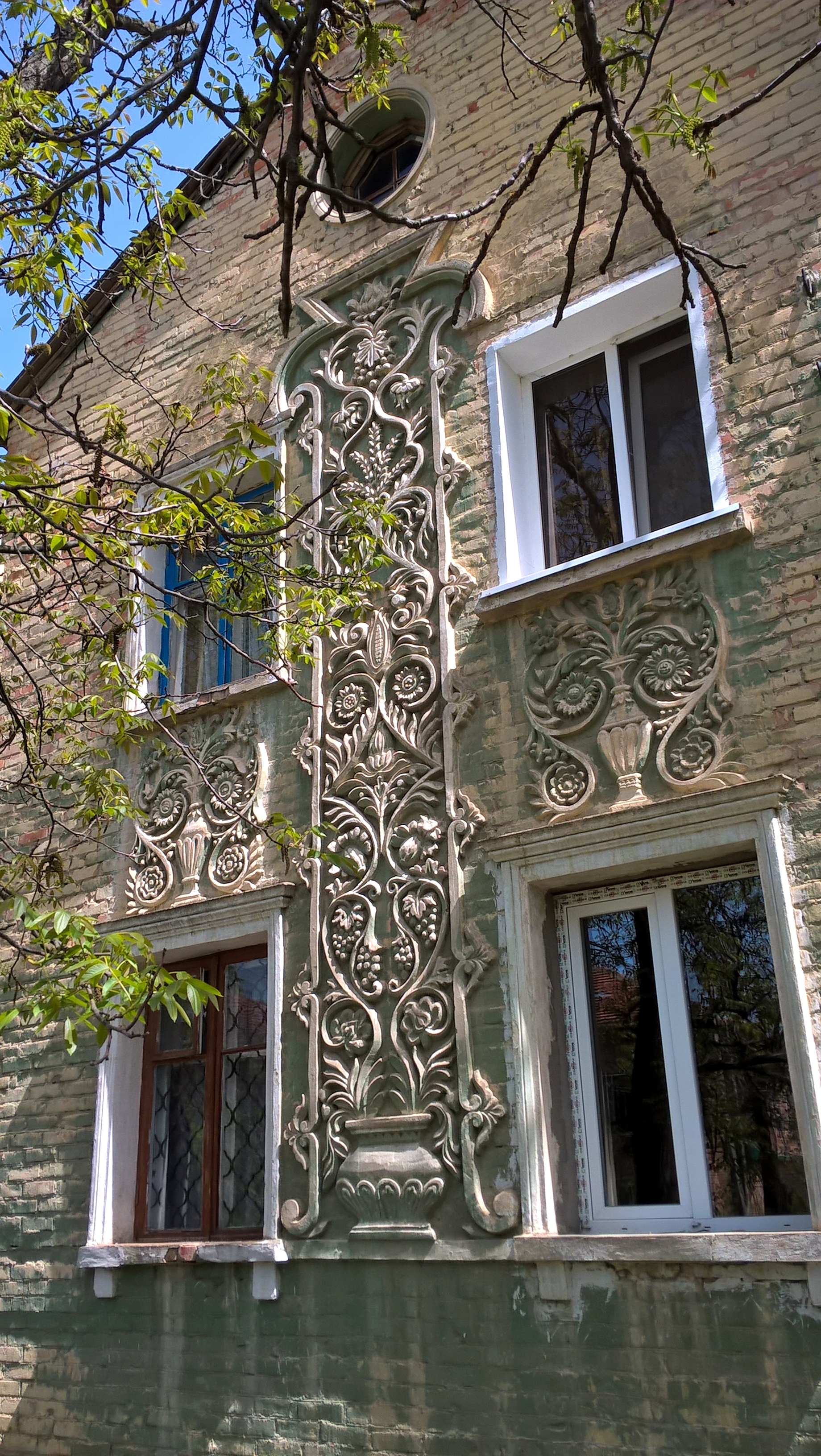
«Кам'яні вишиванки» на старому будинку

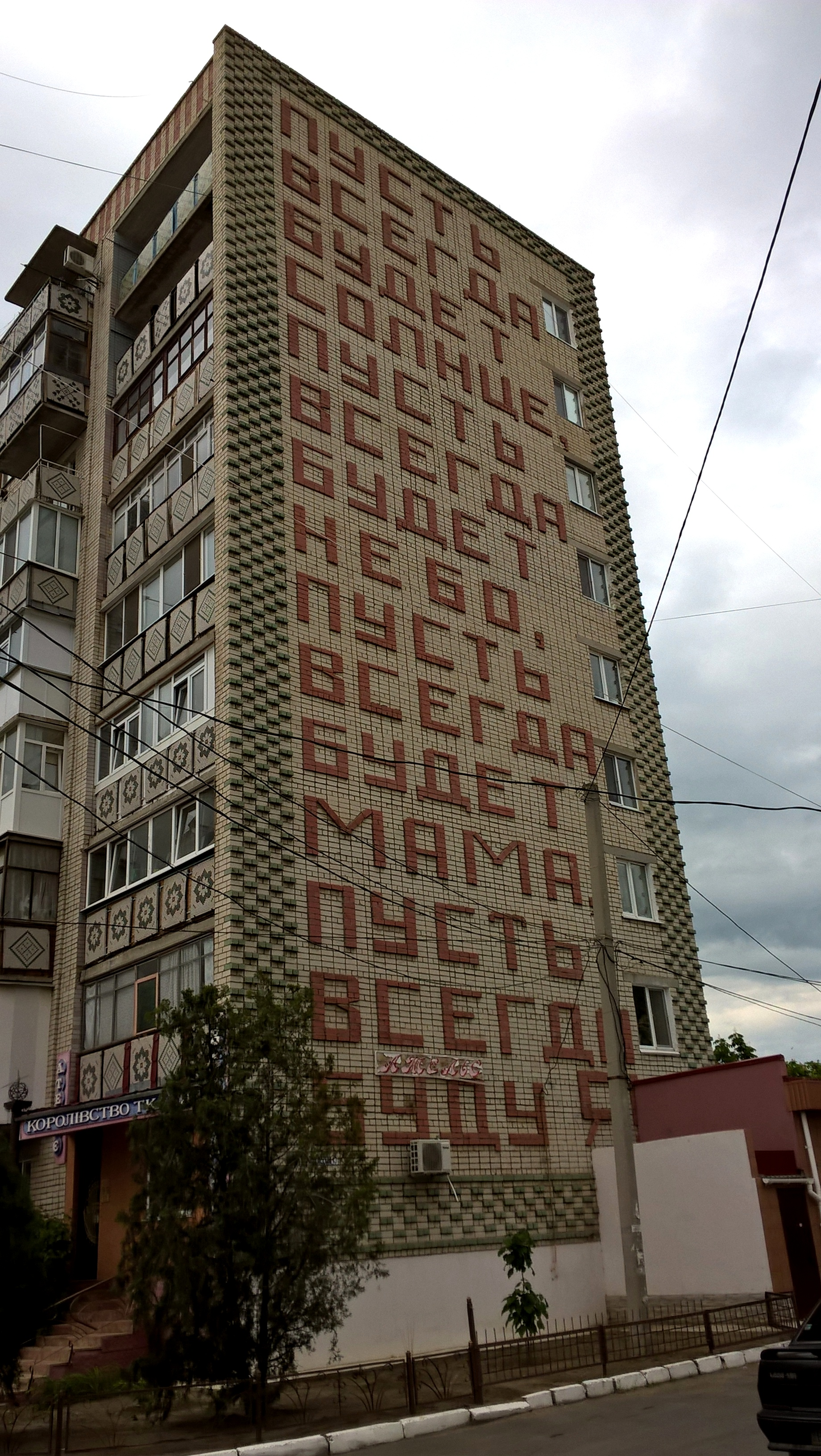
Відомий у місті «дім без тата»

Нова Каховка розташована на рівнинній місцині уздовж узбережжя Дніпру, з мінімальним перепадом висот. Місто поділене на кілька мікрорайонів, що не мають офіційних назв та чітко визначених меж, хоча народні назви прижились у міських ЗМІ та в побуті.
Старе місто — історичний район, з якого почалося все місто. Збудований за єдиним планом від самого початку. В основі забудови — 2- й 3-поверхові будинки з черепичними або шиферними дахами. Багато будинків прикрашені орнаментальними панно в техніці різьблення по сирому тиньку, створеними художником Григорієм Довженком — одним із учнів Михайла Бойчука. Їх називають «кам'яними вишиванками». Район обмежений вулицею Героїв України та Дніпровським проспектом, які, разом з вулицею Історичною, тягнуться паралельно Дніпру. Інші вулиці перетинають їх під прямими кутами, ділячи простір на симетрично забудовані квартали. Окрім самих будинків, збереглося чимало малих архітектурних форм, як то паркани, декоративні стіни, арки та навіси. Станом на 2018 рік значна їхня частина збереглася у незадовільному стані та потребує реставрації, як і самі будинки. У Старому місті міститься головна міська площа з будівлею міської ради та Палацом культури, обидві вони зведені в стилі сталінського ампіру та разом з двома альтанками у парку і фонтаном, утворюють єдиний архітектурний ансамбль.
Окремо слід визначити міський парк. Руками Степана Фалдзінського, його помічниками та за активної участі новокаховчан, було висаджено 70 тисяч дерев, 50 тисяч кущів, 150 км живоплоту, закладено придніпровський парк. В озелененні міста, зокрема, у висадці фруктових дерев брав активну участь кінорежисер Олександр Довженко. У парку є містечко атракціонів, де працюють відомі атракціони радянської доби, такі як каруселі «Орбіта» і «Кораблик», «Веселі гірки», «Світлофор», та інші, також є колесо огляду і кілька сучасних атракціонів. Поблизу Палацу культури в парку є дитячий майданчик, де розміщено кілька радянських та сучасних скульптур, що зображають персонажів з відомих казок та різних тварин. Особливою популярністю у новокаховських дітей користується скульптура слоненяти при вході, який став одним з неофіційних символів міста.
Ще одним відомим місцем у парку є «Казкова діброва». До його складу входять зоопарк із тваринами, дитячий майданчик та виставка різнокольорових скульптур, вирізаних із дерева. Діброва з'явилася у 1990-х роках, коли місцевий підприємець і скульптор-різьбяр М. Навроцький заснував незвичайний парк із маленькими ставками та струмками. Також він став автором ста п'ятдесяти унікальних дерев'яних скульптур казкових героїв. У невеличкому зоопарку комплексу тішать дітей муфлони, павичі, черепахи, дикі гуси, декоративні голуби та інші тварини з птахами. Також у парку є кафе з майданчиком просто неба, у якому пригощають стравами української і татарської кухні.
Інші райони забудовувалися вже під час відлиги та спрощення архітектурних форм на користь прискорення житлового будівництва. Від Старого міста та до лінії електропередач місто забудовано п'ятиповерховими будинками — «хрущовками». Втім будівельники продовжували традицію єдиного плану, тому квартали мають великі подвір'я, чітке планування, зелені зони та весь спектр соціальних закладів, як то дитячі садки, школи (з четвертої по дев'яту, яка зараз є гімназією), технікуми, торгові центри на чолі з універмагом, тощо. За приватними ділянками селища Робочий звели мікрорайон Основа, який заселили переважно працівники винзаводу. Після будівництва приладобудівного заводу «Сокіл» і наступних підприємств, які сформували промзону на півдні міста, почав стрімко розвиватися однойменний мікрорайон. Він помітно відрізняється більшою висотністю будинків та переходом на панельне будівництво. Здебільшого дев'ятиповерхівки типові, лише у 1980-х роках розпочалося будівництво більш індивідуальніших проектів, десятиповерхівок та монолітних будинків. Втім розпад СРСР і економічна криза практично вбила масове житлове будівництво.
У XXI столітті тут розцвів бізнес, були збудовані або перероблені із занедбаних заводських корпусів нові торгові центри, магазини та офісні будівлі. А велика концентрація навчальних закладів принесла «Соколу» статус молодіжного району. Чимало новокаховських дев'ятиповерхівок мають на глухих стінах орнаменти з кольорової цегли. Найвідомішим з них є найдовший у місті будинок, відомий як «дім без тата», на стіні якого викладено куплет радянської пісні «Хай завжди буде сонце» російською мовою. Через брак місця, з куплету викинули рядок «хай завжди буде тато», через що дім і отримав свою народну назву. На інших будинках зображені голуб, напис «мир» кількома мовами, вітрильник, символи Олімпіади-1980 та абстрактні візерунки.
У 2010-х роках Нова Каховка забудовується приватними підприємцями. Нові житлові будинки мають висоту у 6–9-ти поверхів, системи автономного опалення та інші зручності, а також сучасний дизайн та кольорове покриття стін. На жаль часто вони зводяться без згоди навколишніх мешканців та з порушенням норм законодавства, що спричинює проблеми як для мешканців самих будинків, так і сусідів. Великою проблемою стала побудова будинків у Старому місті, через що руйнується початковий архітектурний ансамбль. Також відкрилися сучасні торгово-розважальні центри і супермаркети, капітально відремонтовано міську лікарню, у різних частинах міста відкрилися аптеки, магазини, банки та інші заклади в сучасному стилі.

## Пам'ятники

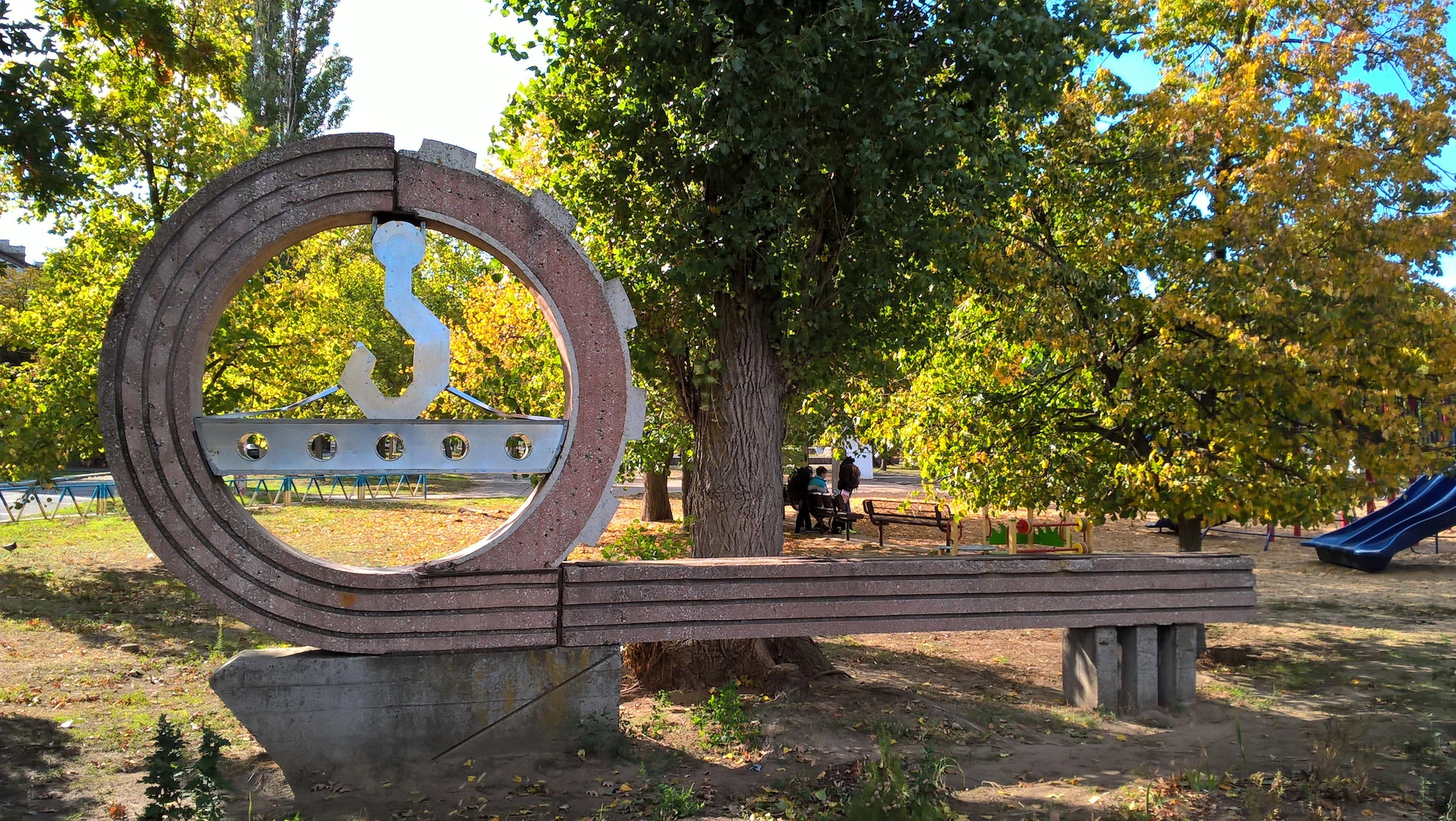
Пам'ятник першобудівельникам
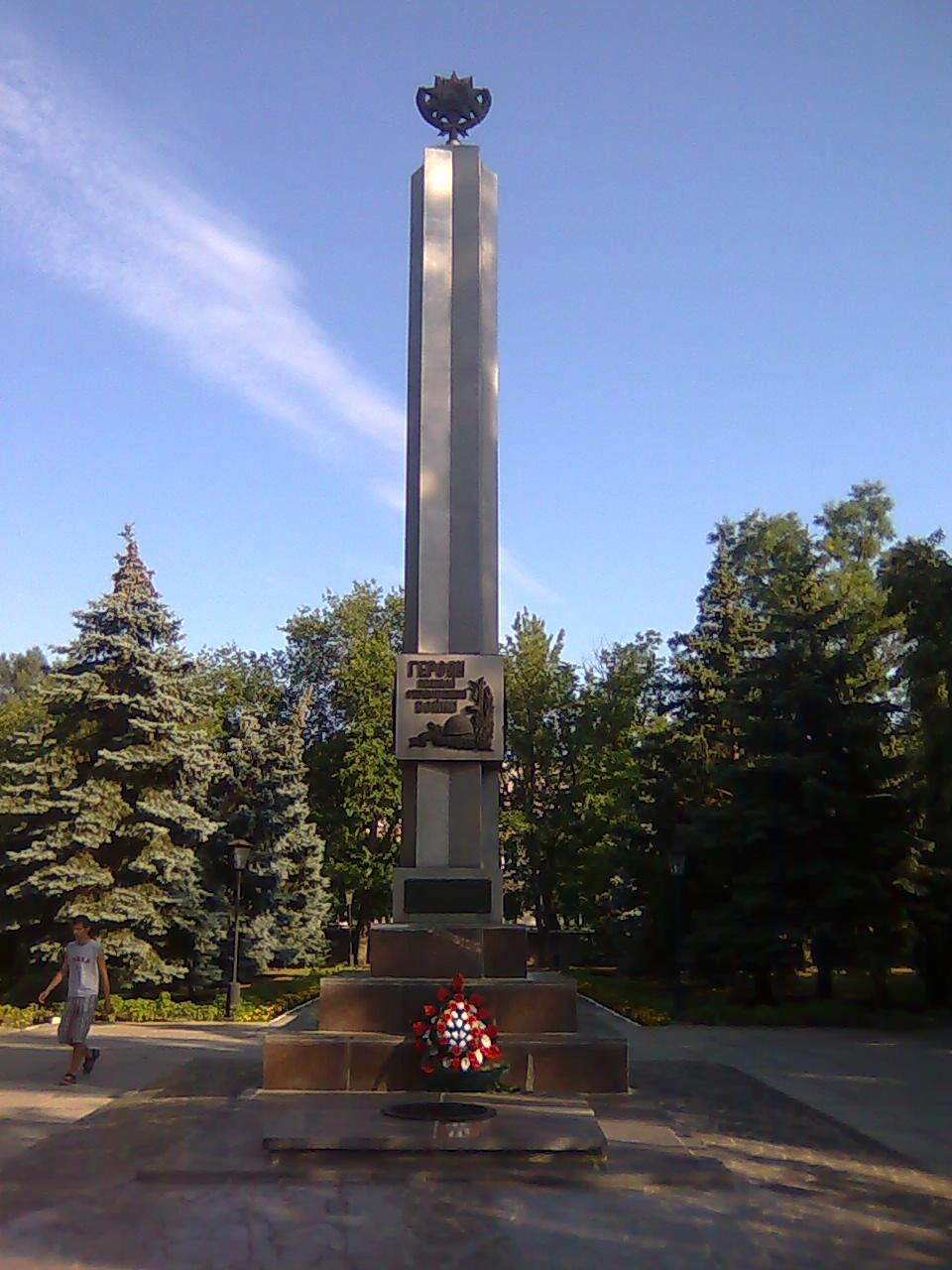
Обеліск на честь героїв Другої світової війни
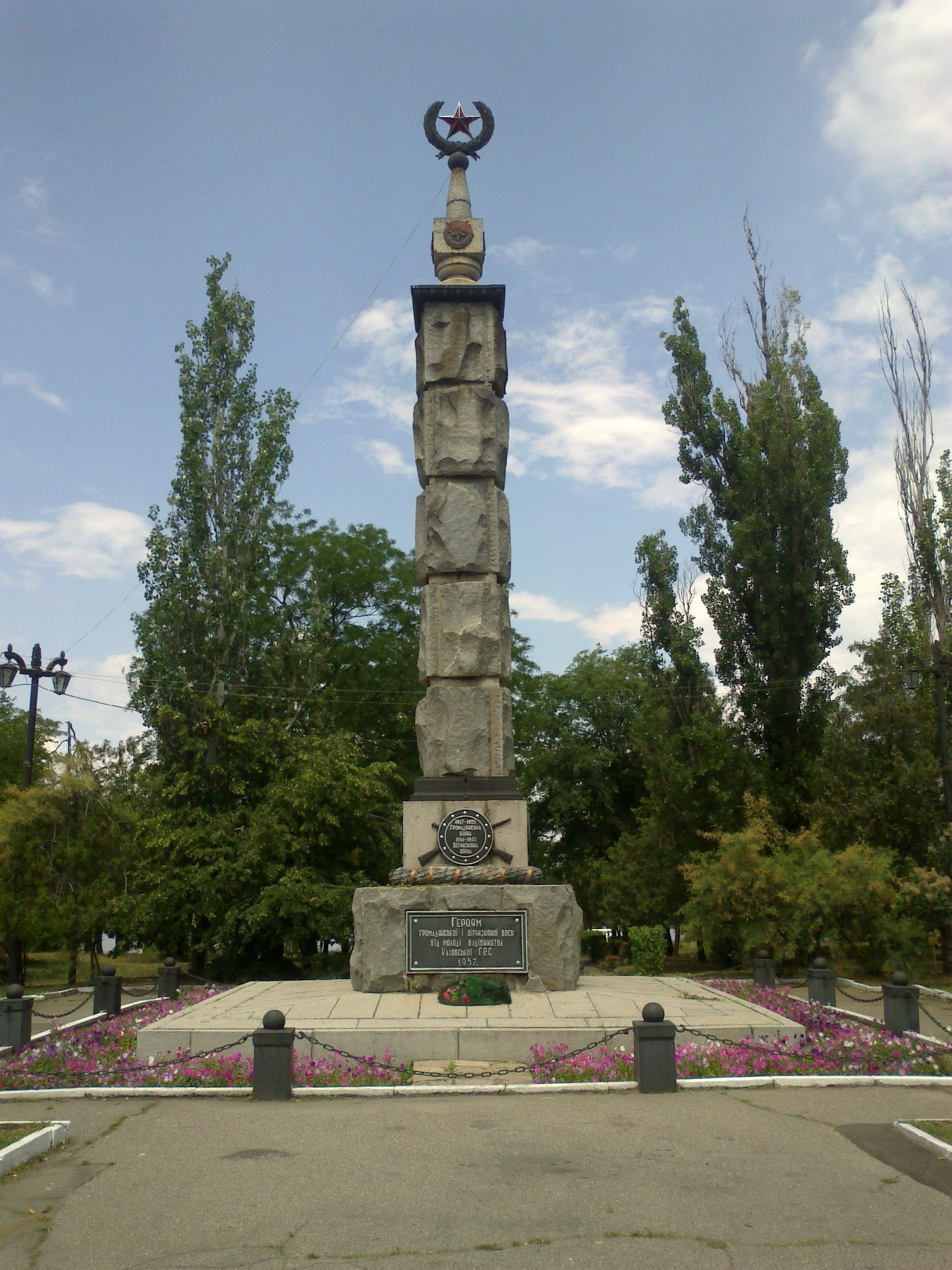
Обеліск на честь героїв Другої світової та Громадянської війн
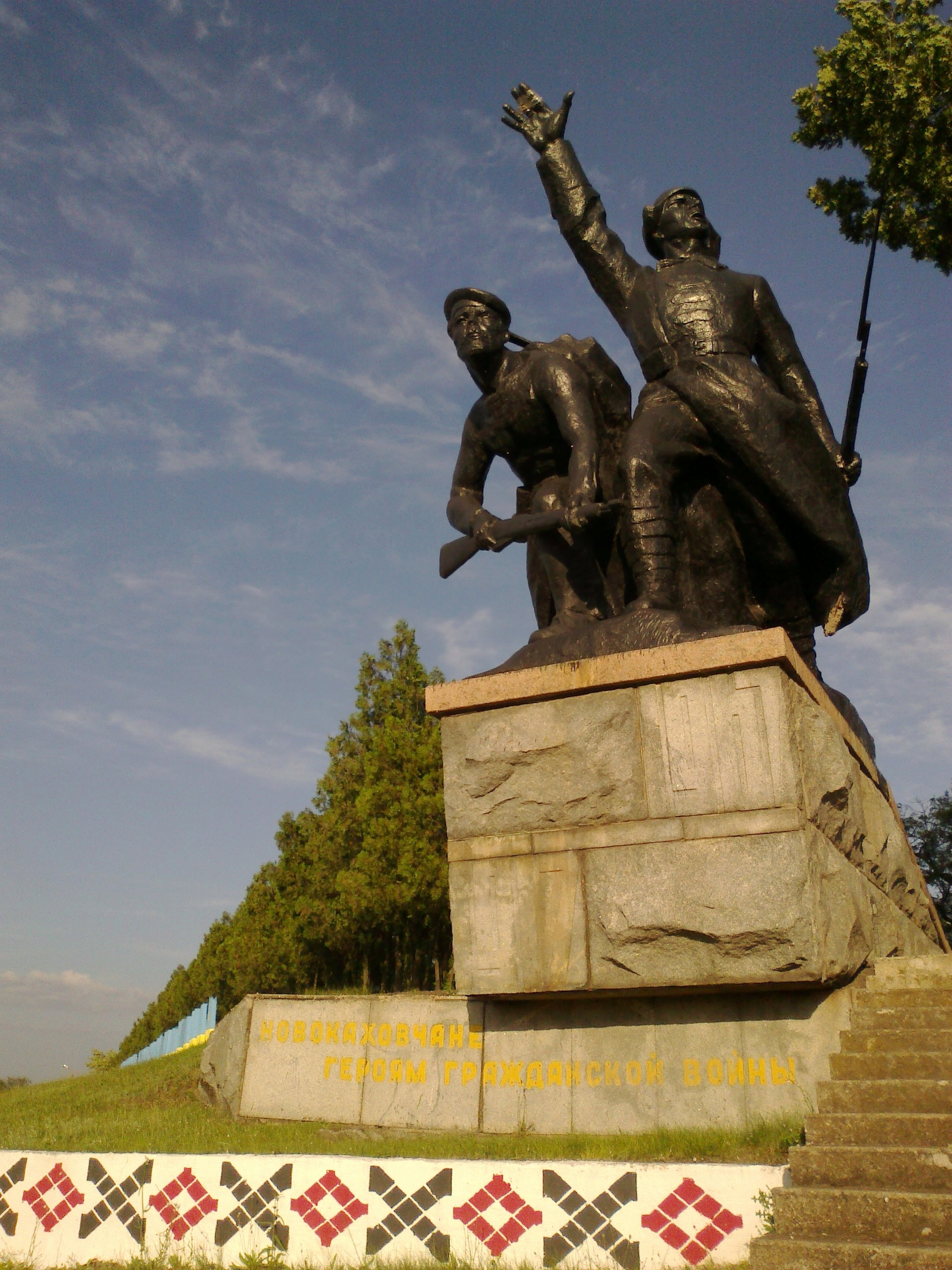
Пам'ятник героям громадянської війни
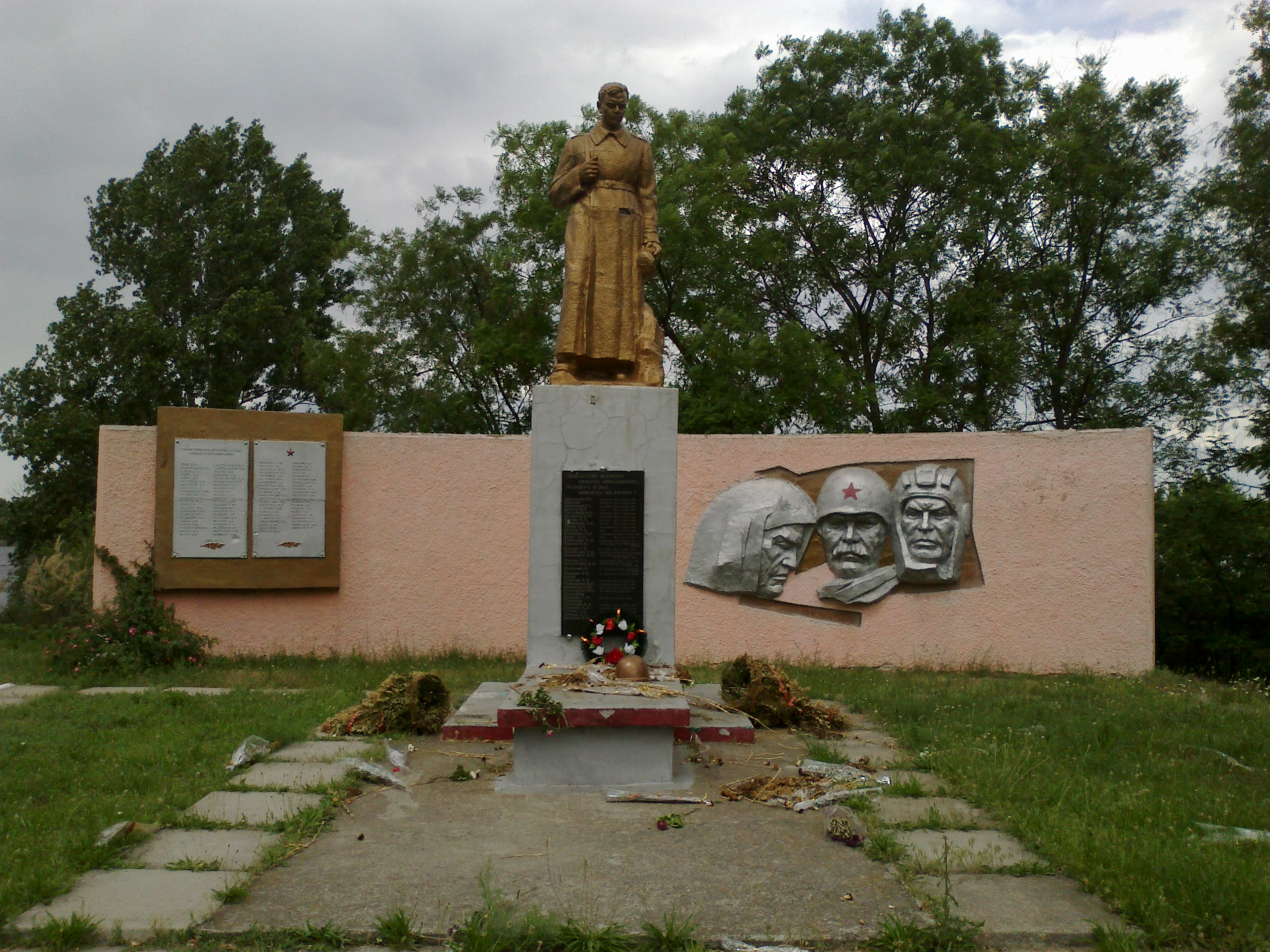
Меморіал братської могили
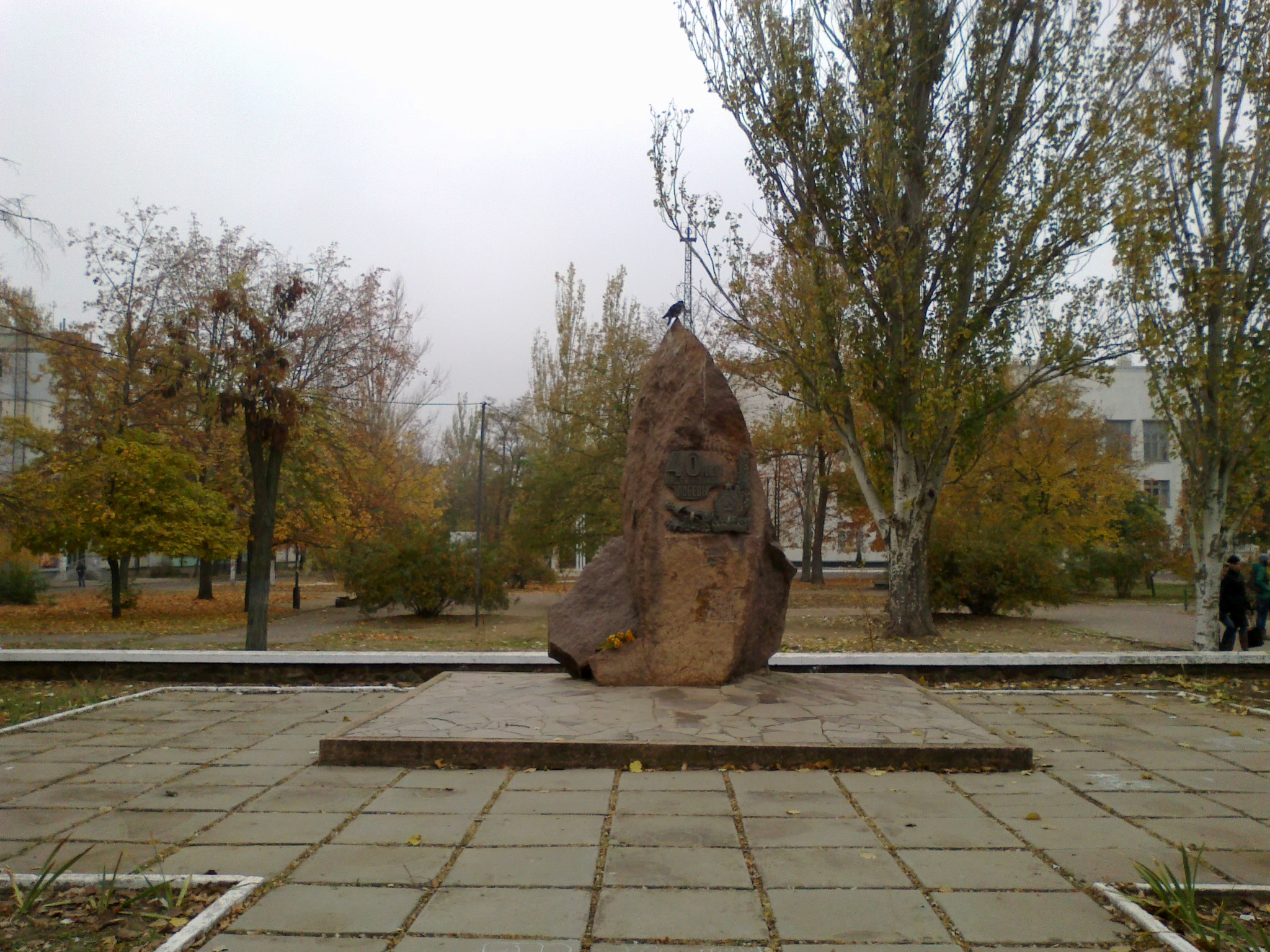
Монумент на честь 40-річчя перемоги у Другій світовій війні
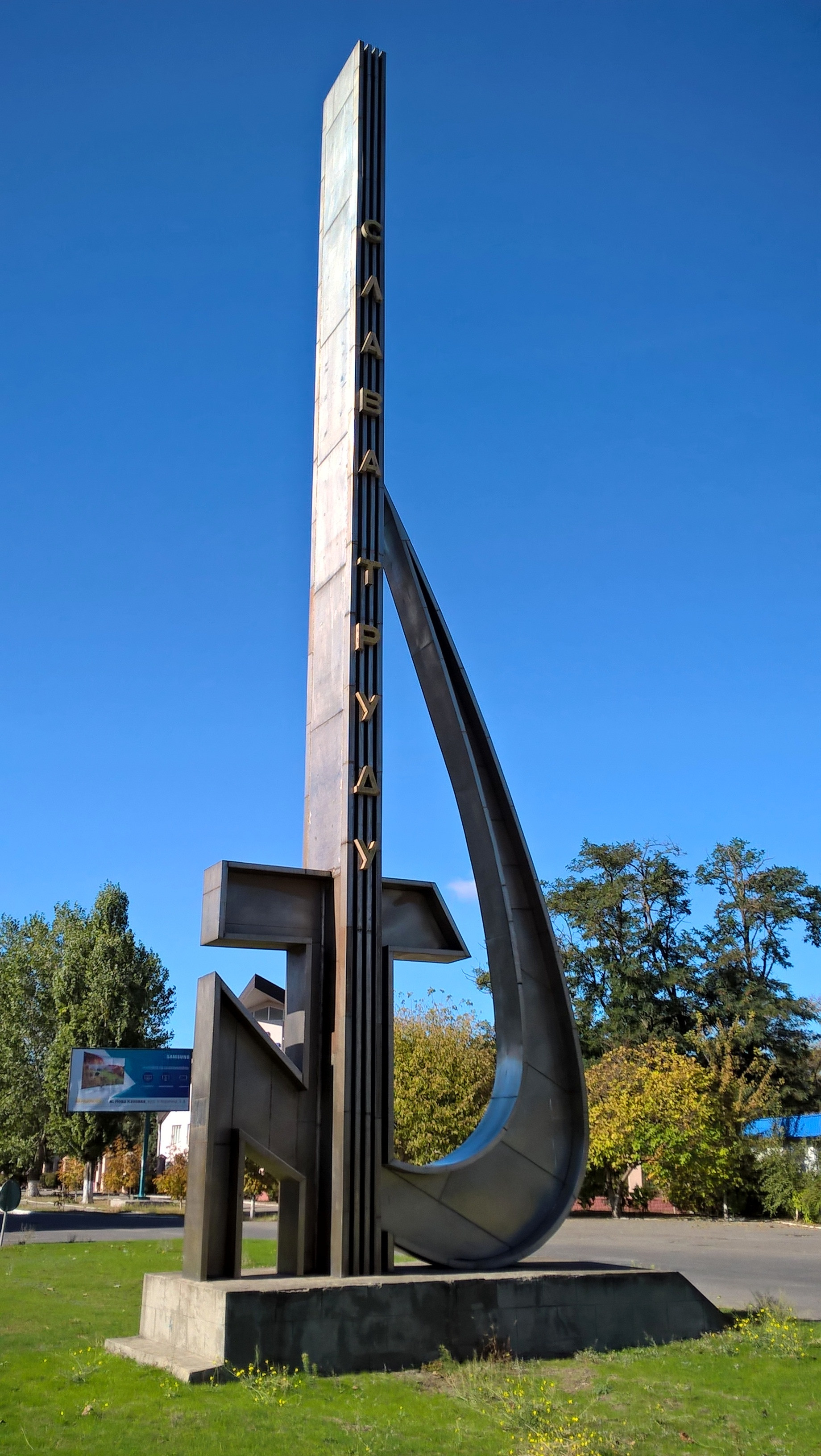
Монумент «Слава праці»
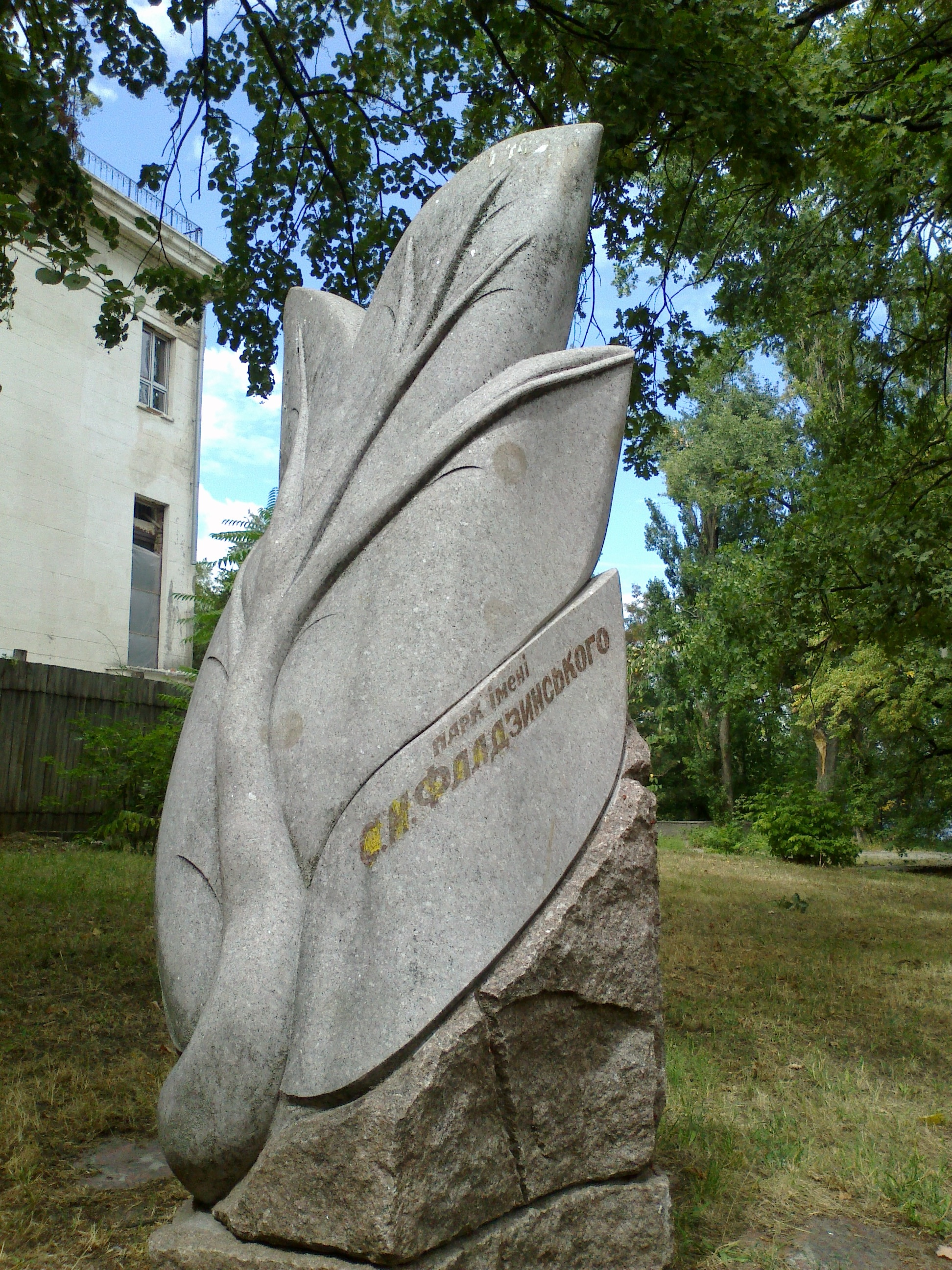
Пам'ятник творцю новокаховського парку Степану Фалдзінському
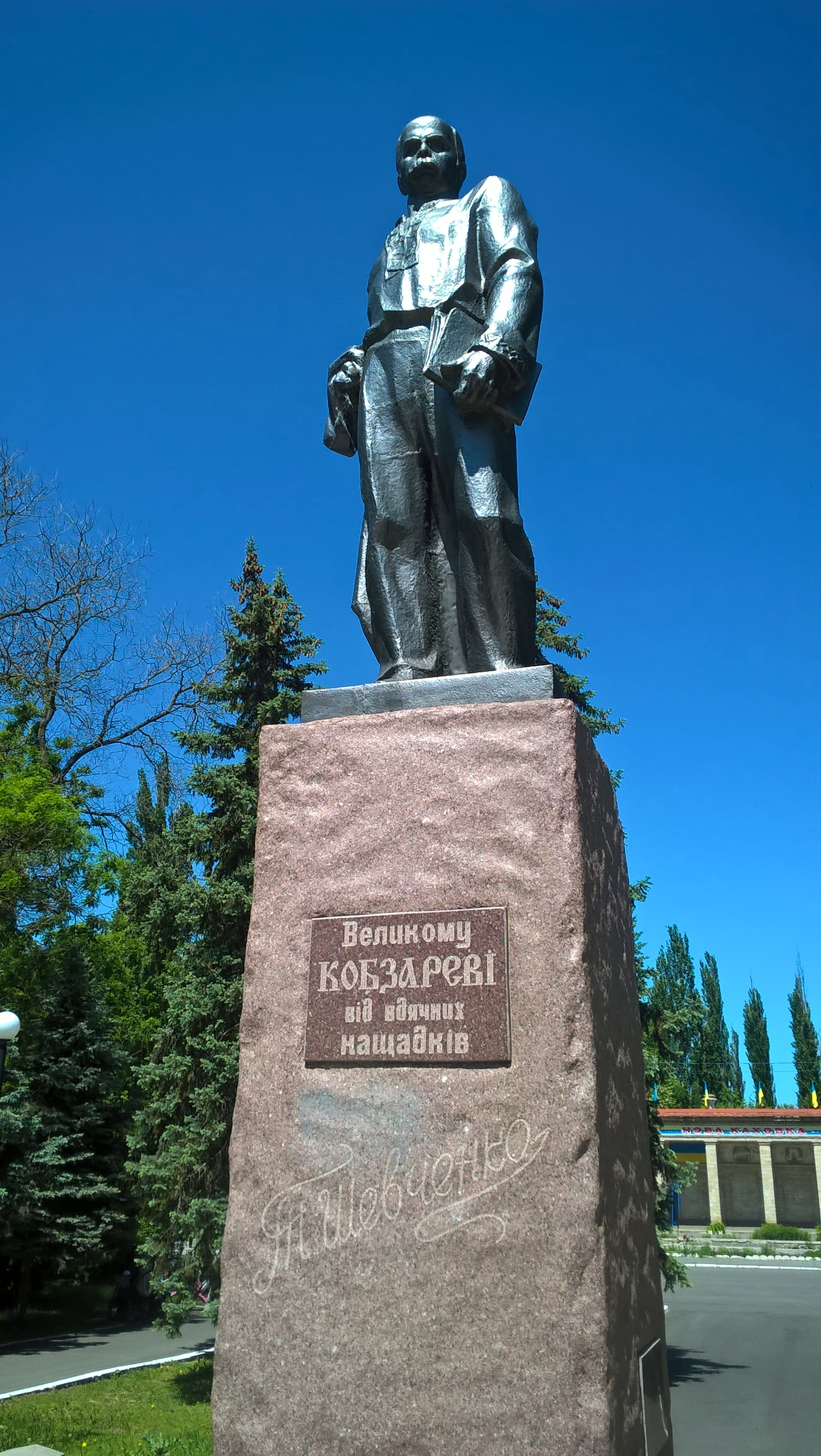
Пам'ятник Тарасові Шевченку
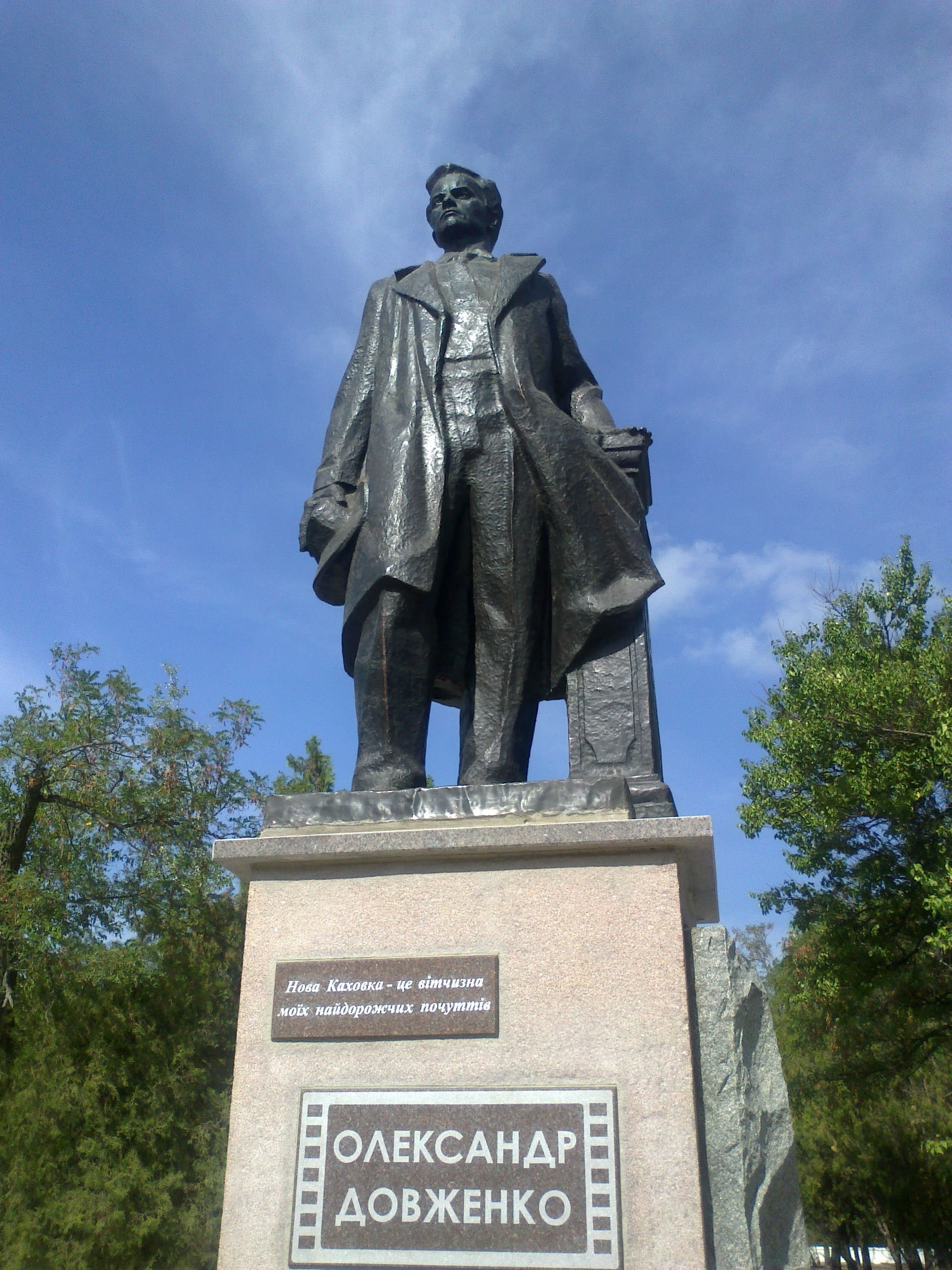
Пам'ятник Олександрові Довженку
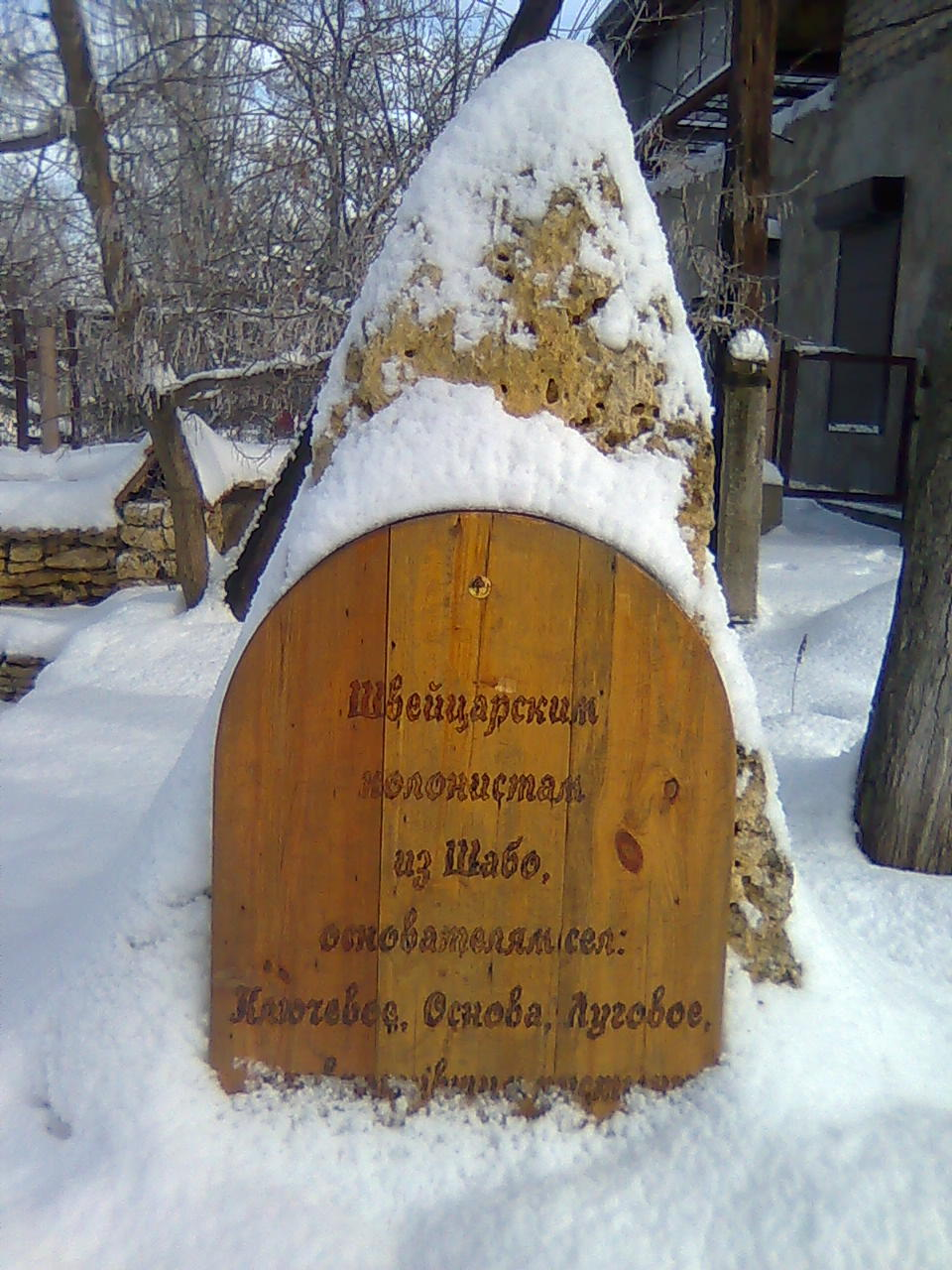
Стела на честь швейцарських колоністів
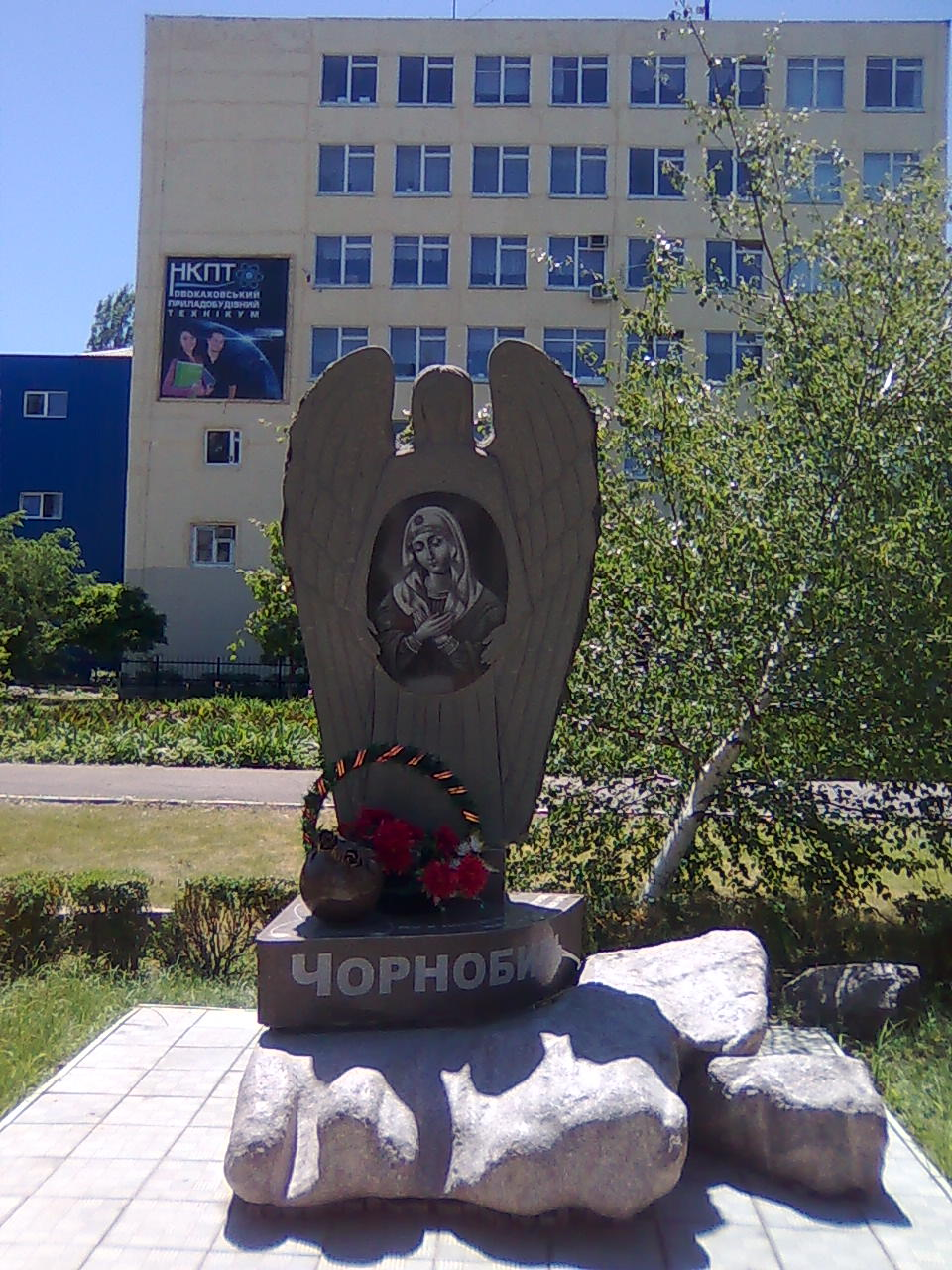
Монумент учасникам ліквідації катастрофи на Чорнобильській АЕС
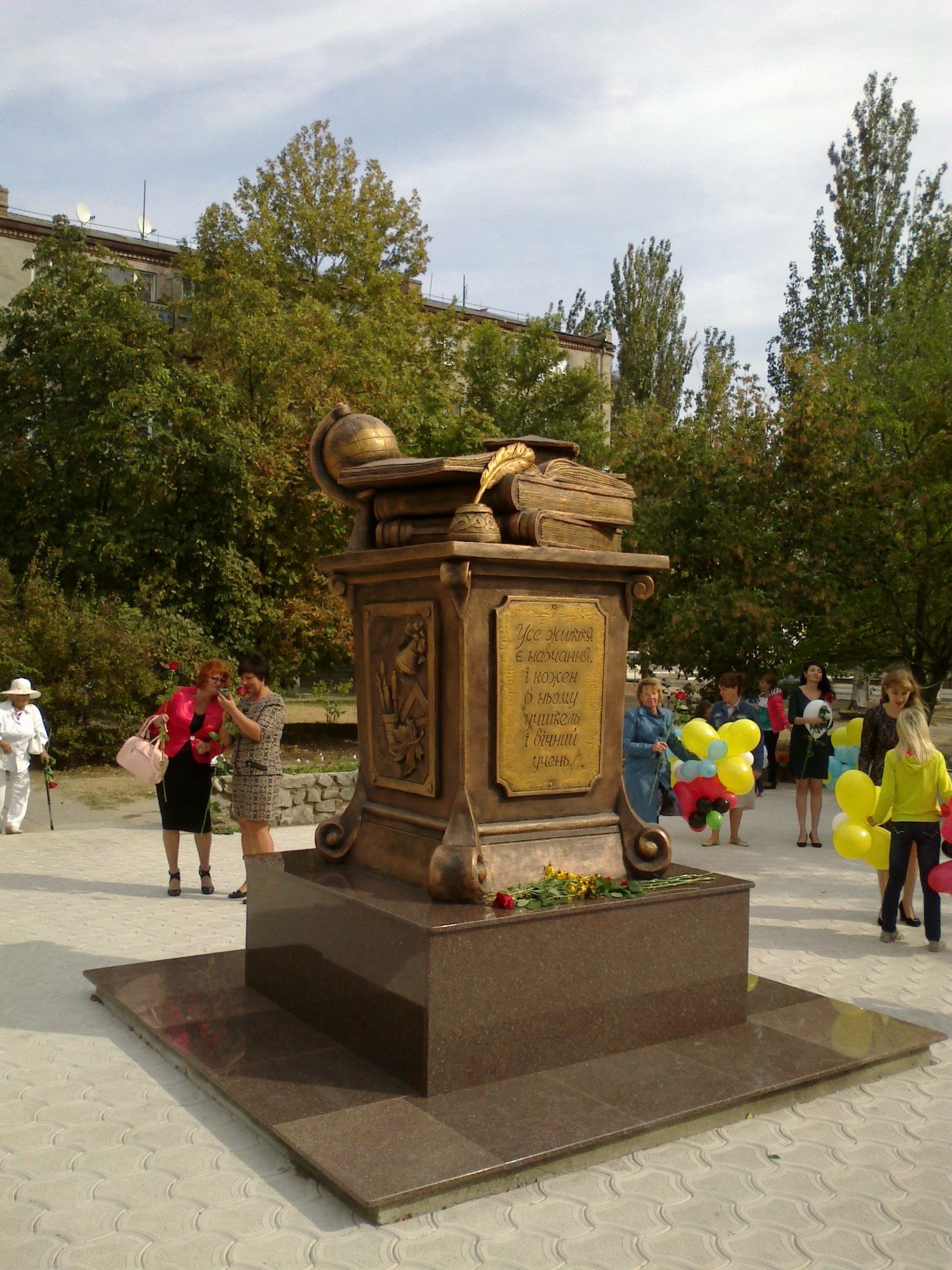
Пам'ятник Вчителю
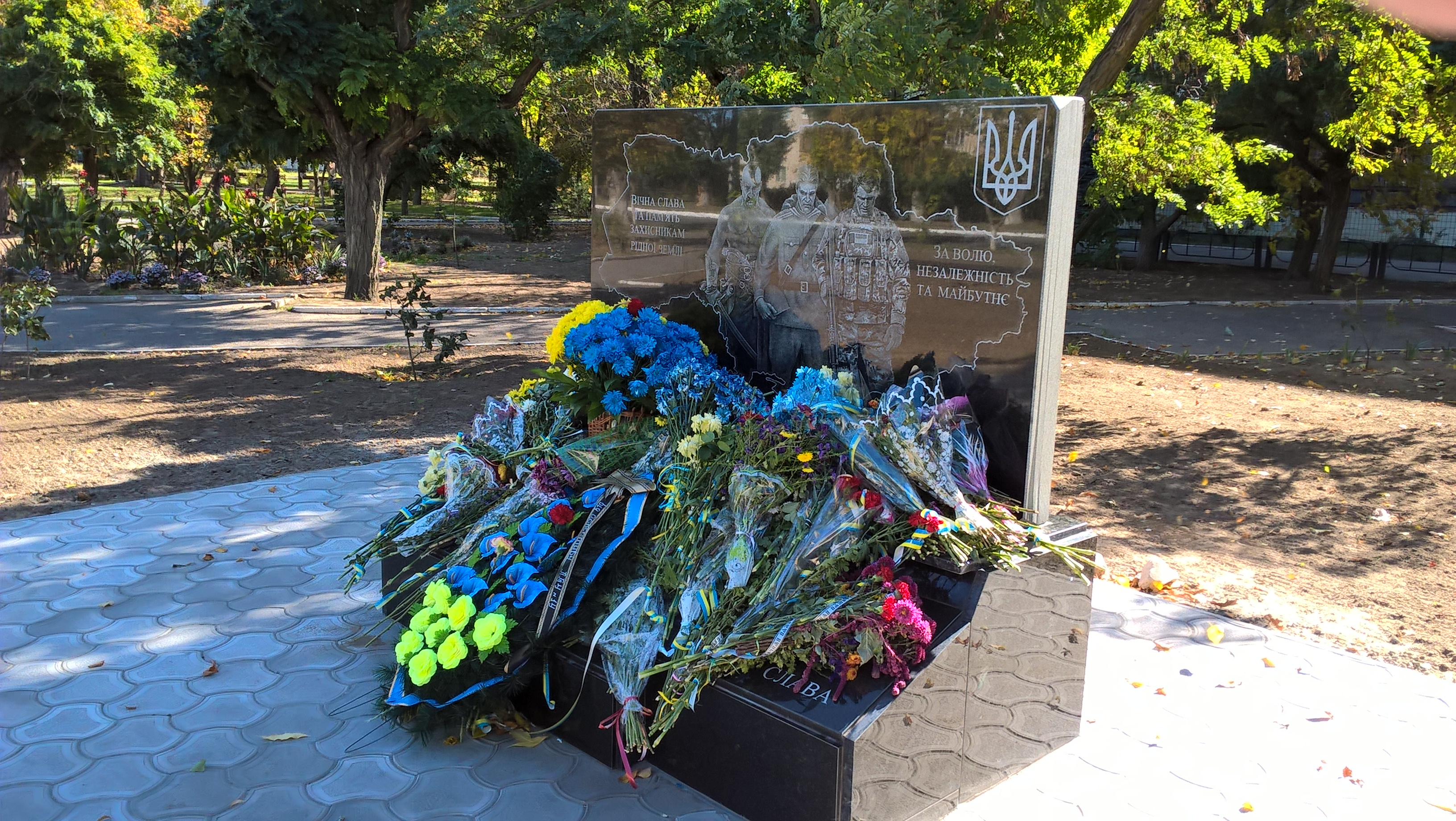
Монумент Героям України

## Культура

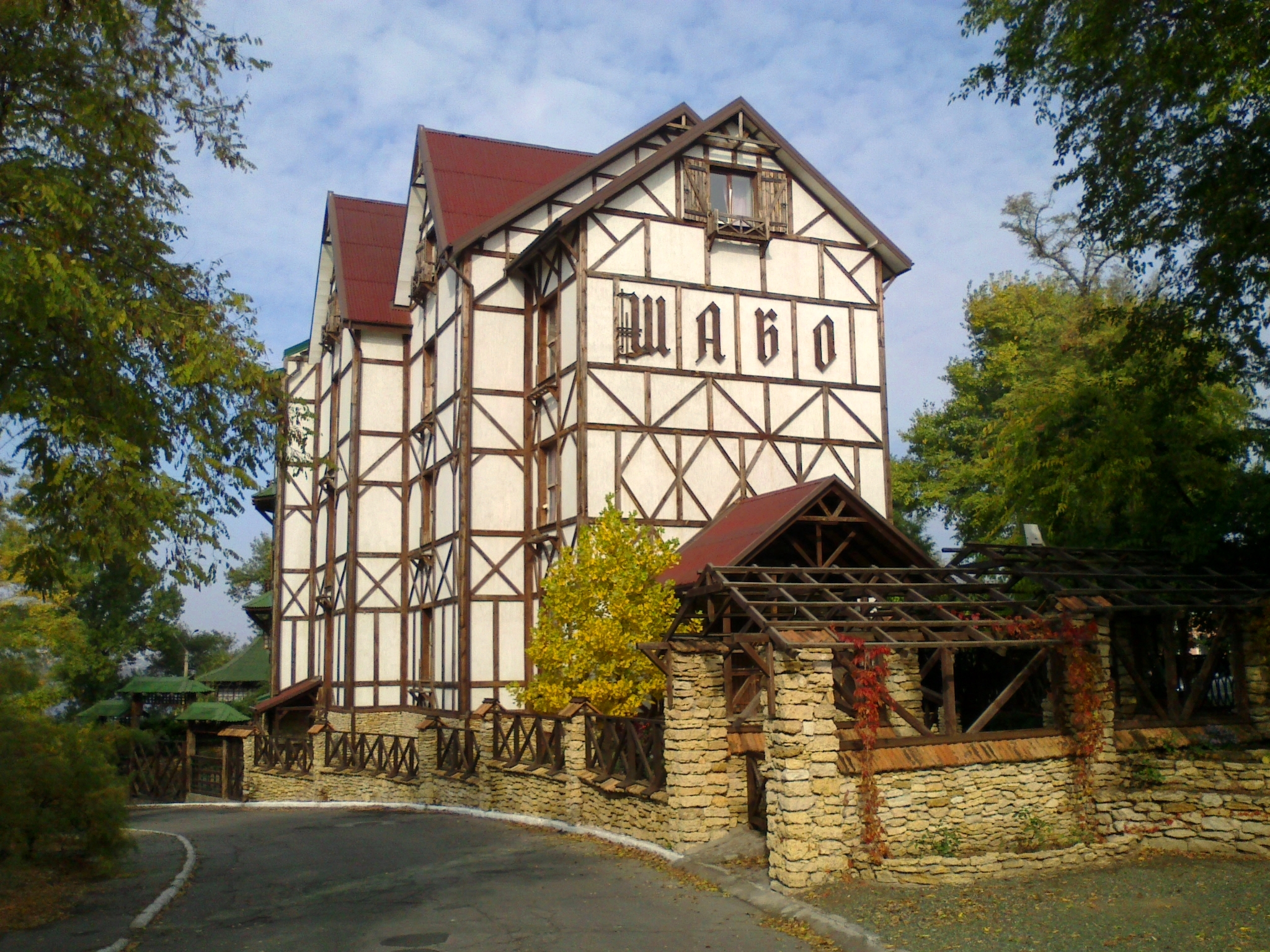
Ресторанний комплекс «ШАБО»

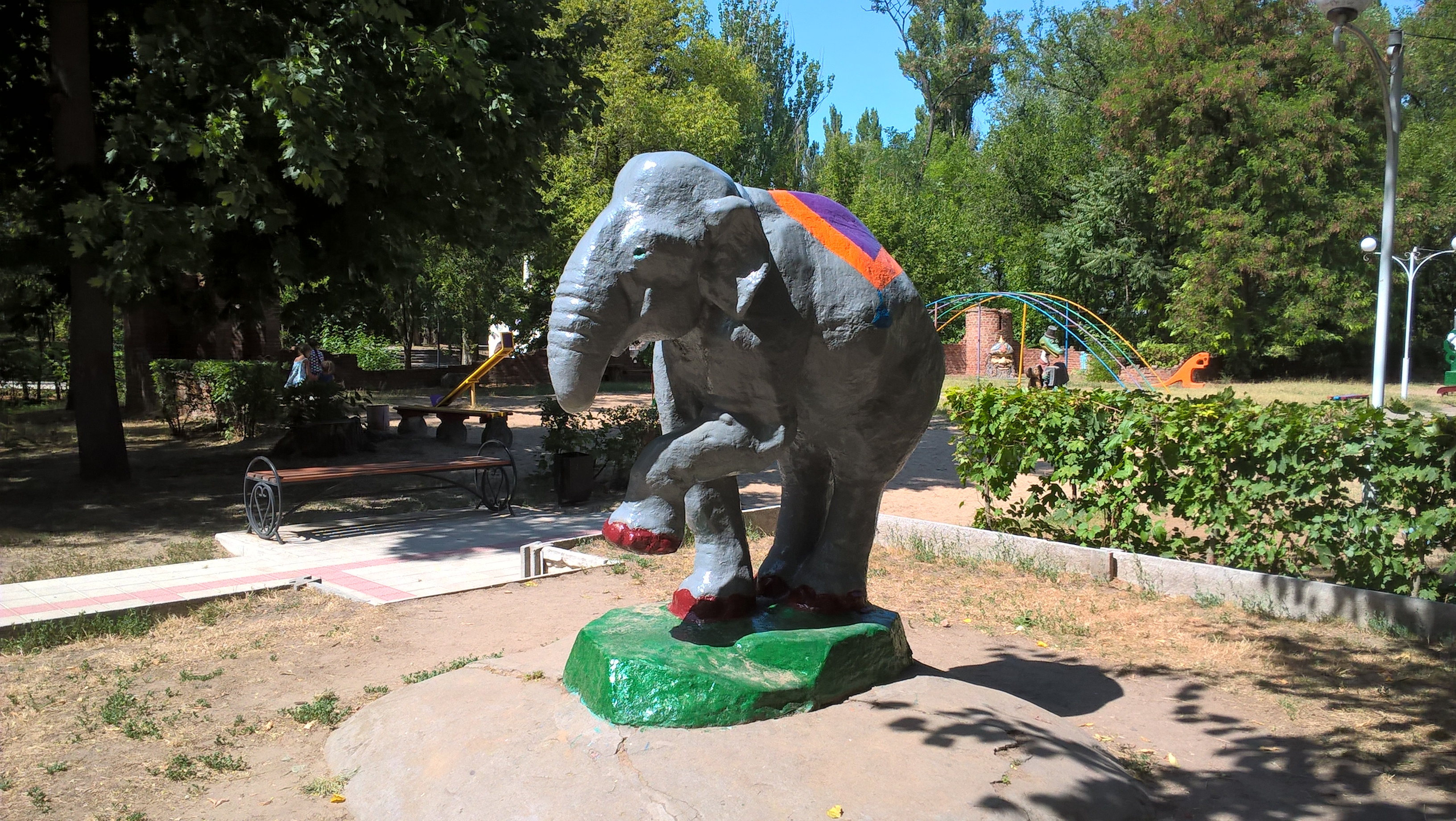
Слоник на дитмайданчику — неофіційний символ міста

Головний культурним осередком міста є Палац культури, де регулярно відбуваються виступи творчих колективів та народних ансамблів як місцевих, так і гостей з сусідніх населених пунктів.
У Новій Каховці діє краєзнавчий музей з постійною експозицією на тему історії міста, музей виноробства, дім-музей Анатолія Бахути, картинна галерея імені Альбіна Гавдзінського, бібліотеки, літній театр, кінотеатр «Юність», який є частиною мережі Кінопалац.
Місто має три парки, сквери, пляжі, набережну, велику кількість кафе, нічні клуби, парк атракціонів.

### Міські свята і фестивалі

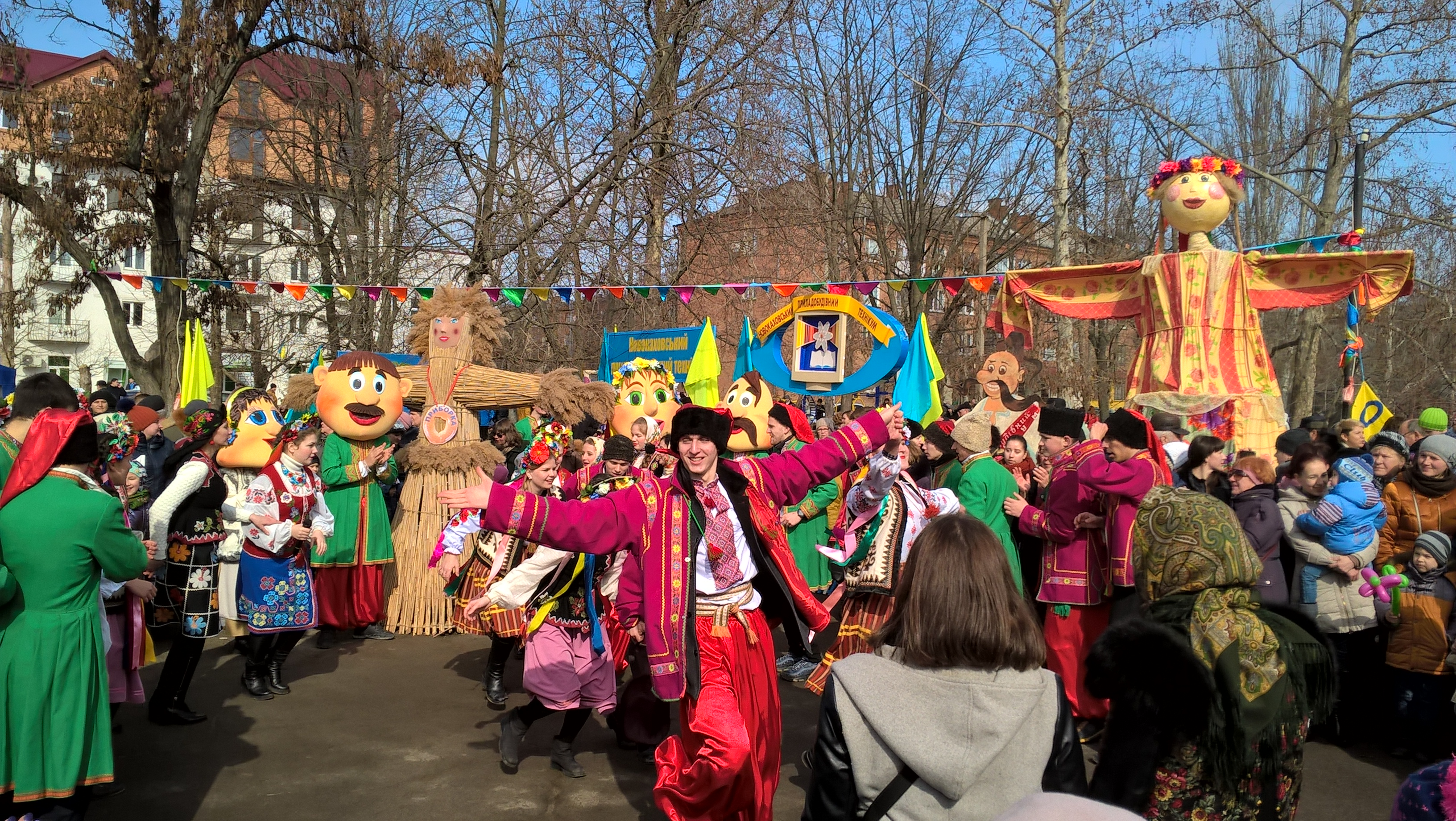
Гуляння на Масницю

Щорічно на головній площі влаштовуються масові гуляння та концерти на честь Дня міста, свята Масниці, Дня Незалежності тощо. На Новий рік на центральній зазвичай встановлюється новорічна ялинка. На День захисту дітей міські атракціони працюють безкоштовно. Щорічно влаштовуються дні відкритих дверей у музеях та картинній галереї.
День міста в Новій Каховці до 2007 року відзначався 28 лютого. У 2008 році святкування перенесено на четверту суботу вересня, об'єднавши День міста з Днем машинобудівника (четверта неділя вересня). Таким чином, 28 лютого стало Днем заснування міста. Це тривало до 2024 року, коли відповідно до розпорядження голови Новокаховської міської військової адміністрації в четверту суботу вересня відзначатимуть День Новокаховської громади, а останній день лютого залишився Днем заснування міста Нова Каховка.
Міські фестивалі:
- «Смарагдове місто» — щорічний фестиваль-конкурс, проходить у номінаціях: естрадна пісня, художнє читання, образотворче мистецтво, хореографія.
- «Vivat, musika!» — міжнародний фестиваль класичної музики та Конкурс Академічного мистецтва Юних, відбувається щорічно, наприкінці травня. Жителі та гості міста мають змогу відвідувати класичні концерти юних вихованців та композиторів з різних міст України та інших країн.
- «Каховський плацдарм» — фестиваль започатковано у 2013 році з метою об'єднання та консолідарності суспільства. Фестиваль проходить під гаслом «Дні миру, музики та солідарності». Його учасниками є молодь, творчі колективи, громадськість, відомі рок-гурти з України та інших країн.
- «Винотавр» — фестиваль виноградарства, виноробства та сучасного мистецтва було започатковано у 2011 році. Ініціатором проведення фестивалю став ПАТ «ДМК „Таврія“». Традиційно фестиваль проходить в рамках святкування Дня міста (восени). На фестивалі представляють свою продукцію виробники винної промисловості не тільки Херсонщини, а й інших країн. Захід супроводжується святковою маскарадною ходою, піснями, танцями, виступами творчих колективів міста.
- «Вода життя» — фестиваль започатковано у 2012 році з метою збереження народних традицій, історичних нарисів, популяризації Нової Каховки, як екологічно чистої зони відпочинку та чистих джерел. У фестивалі беруть участь творчі та студентські колективи. Всіх відвідувачів фестивалю чекають незабутні враження від відтворення історичних подій.
- «Чумацький шлях» — Всеукраїнський фестиваль народної музики проводиться один раз на два роки. Фестиваль проводиться з метою підтримки, розвитку та пропаганди оркестрів та ансамблів народних інструментів, троїстих музик, розповсюдження досвіду роботи провідних колективів України, активізації роботи і підвищення рівня виконавської майстерності, оновлення репертуару музичних колективів, створення належних умов для творчого, духовного, естетичного розвитку молоді.
- «Козацькому роду нема переводу» — молодіжний фестиваль козацької слави започатковано у 2015 році з метою виховання патріотизму та відродження козацьких традицій. Планується його проведення восени на День українського козацтва, Покрова Святої Богородиці, День захисника України.

## Спорт

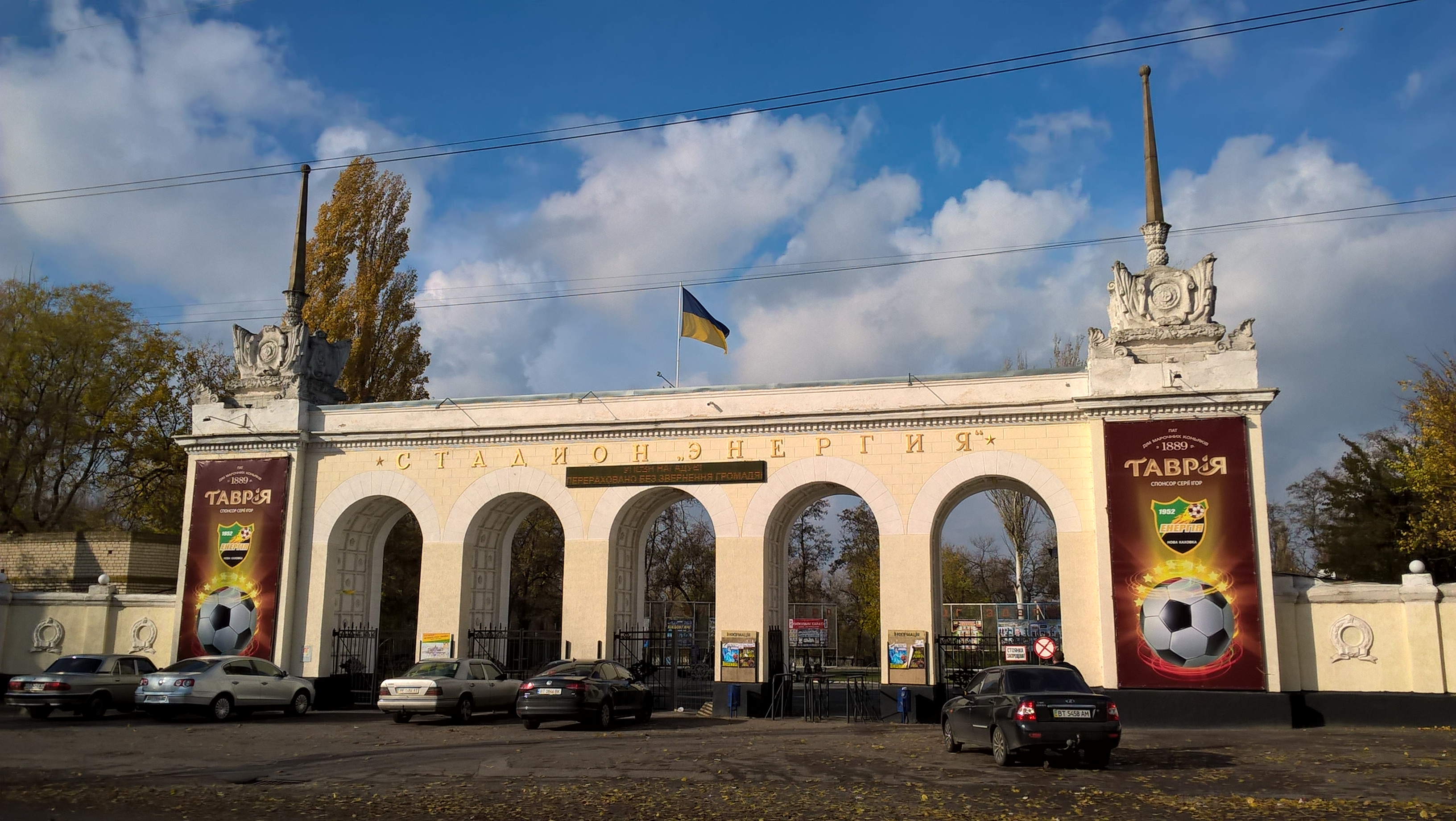
Головні ворота стадіону «Енергія»

У місті є хороші умови для розвитку фізичної культури і спорту: діють три спортивні дитячо-юнацькі школи, 21 спортивний зал, 110 спортивних майданчиків, водноспортивна база, 13 тенісних корти. Новокаховська тенісна школа — одна з найсильніших в Україні. Відомі тенісисти України та світу: чоловіки — Андрій Шашков, Максим Дубов, Сергій Ярошенко, Сергій Вергун, Олександр Максимов, Дмитро Білецький, дівчата Мотобол Наталія Білецька, Юліана Федак, Галина Фургайло. Також школа знаменита своїми тренерами — Сергій Жицький (заслужений тренер України), Сергій Коровайко, Андрій Дубов, Тетяна Фургайло, Ольга Кушніренко, Анатолій Білецький.
Міський стадіон «Енергія» сприяє розвитку популярних видів спорту — мотоболу та футболу. Мотоболісти завоювали срібні медалі в чемпіонаті України 2001 року, а футбольна команда «Енергія» за час свого існування 21 раз вигравала кубок області і 25 разів була чемпіоном в обласному чемпіонаті.
Завдяки спорткомплексу для стрільби з лука «Динамо», що дозволяє одночасно 70 спортсменам вийти на стрільбище, Нова Каховка проводить чемпіонати України і Кубок України. Команда лучників Нової Каховки на чемпіонаті України 2002 року посіла восьме місце. Серед відомих лучників, яких виховала Нова Каховка — Тамара Літерова, Вадим Рєзніков, Людмила Аржаннікова, Анастасія Павлова.
Наразі у місті розвинений дитячо-юнацький баскетбол, завдяки вихованцям тренера Дзюбенко Н. З., які гідно і систематично відстоюють честь міста на обласних та регіональних змаганнях. Його випускники грають в професійних командах Києва, Дніпропетровська, Черкас, Одеси, Полтави.

## Відомі мешканці міста
- Аржаннікова Людмила Леонідівна — чемпіонка світу та Європи зі стрільби із лука.
- Бахута Анатолій Павлович — український поет, лауреат міжнародної літературної премії ім. Олексія Кручоних (звання присвоєно посмертно).
- Борзов Валерій Пилипович — дворазовий Олімпійський чемпіон з легкої атлетики.
- Вахненко Валерій Анатолійович (1957—2016) — старшина Збройних сил України, учасник російсько-української війни.
- Ґавдзінський Альбін Станіславович — український художник.
- Голяновський Олег Володимирович (нар. 1957) — український лікар
- Губка Констянтин — заслужений майстер спорту, 5-кратний чемпіон світу з кікбоксингу.
- Гунько Олександр Петрович — український поет, журналіст і громадський діяч
- Довженко Олександр Петрович — український радянський кінорежисер.
- Долматов Ілля Олександрович (1993—2023) — молодший сержант Збройних сил України, учасник російсько-української війни, Герой України (2024, посмертно).
- Дондюк Максим — український документаліст.
- Єгорова Сніжана Олександрівна — українська акторка, телеведуча.
- Жонін Михайло Геннадійович (нар. 1974) — український актор театру, кіно та дубляжу
- Зуєв Геннадій Володимирович (нар. 1975) — український тренер з легкої атлетики, майстер спорту України з легкої атлетики. Заслужений тренер України, заслужений працівник фізичної культури і спорту України.
- Кісловський Віктор Олександрович — боєць 5-ї роти Добровольчого батальйону патрульної служби міліції особливого призначення «Дніпро-1». Загинув у бою з російською диверсійною групою біля селища Піски (Ясинуватський район).
- Літерова Тамара Іванівна — чемпіонка СРСР зі стрільби із луку.
- Павлова Анастасія Владиславівна — чемпіонка Європи та учасниця XXXI Олімпійських Ігор в Ріо-де-Женейро[44].
- Перепелиця Денис Сергійович — солдат Збройних сил України, учасник російсько-української війни.
- Подгорний Сергій Анатолійович (1970—2014) — сотник 17-ї сотні Самооборони Майдану, доброволець батальйону спецназу МВС України «Київ-2», що героїчно загинув 18 серпня у боях за селище Чорнухине.
- Резников Вадим Григорович — радянський український тренер зі стрільби з лука.
- Трунова Тамара Вікторівна (нар. 1982) — українська театральна режисерка, головний режисер Київського академічного театру драми і комедії на лівому березі Дніпра.
- Фалдзінський Степан Маркович (1883—1967) — садовод, парковий оформлювач, творець міського парку.
- Чухрай Сергій Олексійович — триразовий Олімпійський чемпіон з веслування.